# Rieser Bauernhaus
| Rieser Bauernhaus  |
| ------------------ |
|                    |
| Verbreitungsgebiet |
| \| \|              |
|                    |
|                    |

Das Rieser Bauernhaus ist ein einstöckiges Wohnstallhaus, das innerhalb des Rieskraters verbreitet ist. Dieser liegt zum größten Teil im schwäbischen Landkreis Donau-Ries und zu kleinen Teilen im baden-württembergischen Ostalbkreis sowie im mittelfränkischen Landkreis Weißenburg-Gunzenhausen. Große Gemeinsamkeiten in der Bauart bestehen mit dem typischen Strohdachhaus des benachbarten Kesseltals und dem Bauernhaus im schwäbischen Donautal, westlich des Lechs. Deshalb werden diese drei Haustypen häufig unter dem Begriff Nordschwabenhaus zusammengefasst.
Die Verbreitung des Rieser Bauernhauses setzt sich vereinzelt nach Norden über den Rieskrater hinaus in die Landkreise Ansbach und Weißenburg-Gunzenhausen fort. Die äußerste Grenze der Ausbreitung liegt in etwa auf einer Achse zwischen den Städten Dinkelsbühl, Weißenburg i.Bay. und Treuchtlingen. Vor allem kleinbäuerliche Anwesen in dieser Gegend ähneln sehr dem Rieser Bauernhaus, während größere Bauernhöfe in ihrem Erscheinungsbild deutlich davon abweichen.

## Entstehung
Das Ries wurde im Dreißigjährigen Krieg schwer verwüstet. Vor allem die Dörfer, die nahe oder inmitten der großen Schlachtfelder der Schlacht bei Nördlingen (1634) und der Schlacht bei Alerheim (1645) gelegen haben, wurden teilweise komplett zerstört. Spätestens mit dem Wiederaufbau der Bauernhöfe nach dem Dreißigjährigen Krieg bildete sich im gesamten Ries eine einheitliche Bauform heraus, die bis ins späte 19. Jahrhundert nahezu unverändert die Ortsbilder geprägt hat. Über das Aussehen der Rieser Bauernhöfe vor dem Dreißigjährigen Krieg ist nur wenig bekannt. Nur ein kleiner Teil der bis heute erhaltenen Gebäude ist zumindest im Kern nachweislich vor dem Dreißigjährigen Krieg entstanden, doch auch ihre Gestalt unterlag in den folgenden Jahrhunderten zahlreichen Veränderungen. Es ist jedoch davon auszugehen, dass die heutige Grundrissstruktur und das Erscheinungsbild der Rieser Bauernhäuser auf mittelalterliche Vorbilder zurückgehen.

## Grundsätzliches
Das Rieser Bauernhaus wurde bis ins 20. Jahrhundert immer erdgeschossig und ohne Kniestock gebaut. Die Eingeschossigkeit war auch für große Höfe verbindlich, sodass bei einer entsprechend großen Grundfläche des Gebäudes ein Dachaufbau von beachtlicher Größe zustande kommen konnte. Nur die wichtigsten (Wohn-)Gebäude einer Ortschaft hatten meist zwei Stockwerke: darunter Pfarr-, Wirts-, Schul- und Amtshäuser, die dadurch auch von weitem erkennbar waren.
Es ist grundsätzlich zwischen dem Kleinbauernhof, auch Söld genannt, und dem normalgroßen Bauernhof zu unterscheiden. Ein Bauernhof verfügte für gewöhnlich über 50–100 Tagwerk Land (ca. 17–34 ha). Die Kleinbauern hatten meist nur wenige Tagwerk Boden und arbeiteten nebenbei als Tagelöhner oder Handwerker, um sich ihren Sold dazuzuverdienen. Alternativ dazu findet sich im Ries auch die Differenzierung der bäuerlichen Bevölkerung in drei Gruppen: Klein-, Mittel- und Großbegüterte, wobei sich die Mittelschicht aus heruntergewirtschafteten Bauern und hinaufgearbeiteten Söldnern zusammensetzt. Ein unterscheidendes Kriterium zwischen Bauern und Söldnern blieb allerdings auch bei Angehörigen der Mittelschicht immer der Besitz von Pferden, der nur den Bauern vorbehalten war. Söldner mussten Stiere oder Kühe vor Pflug und Karren spannen.

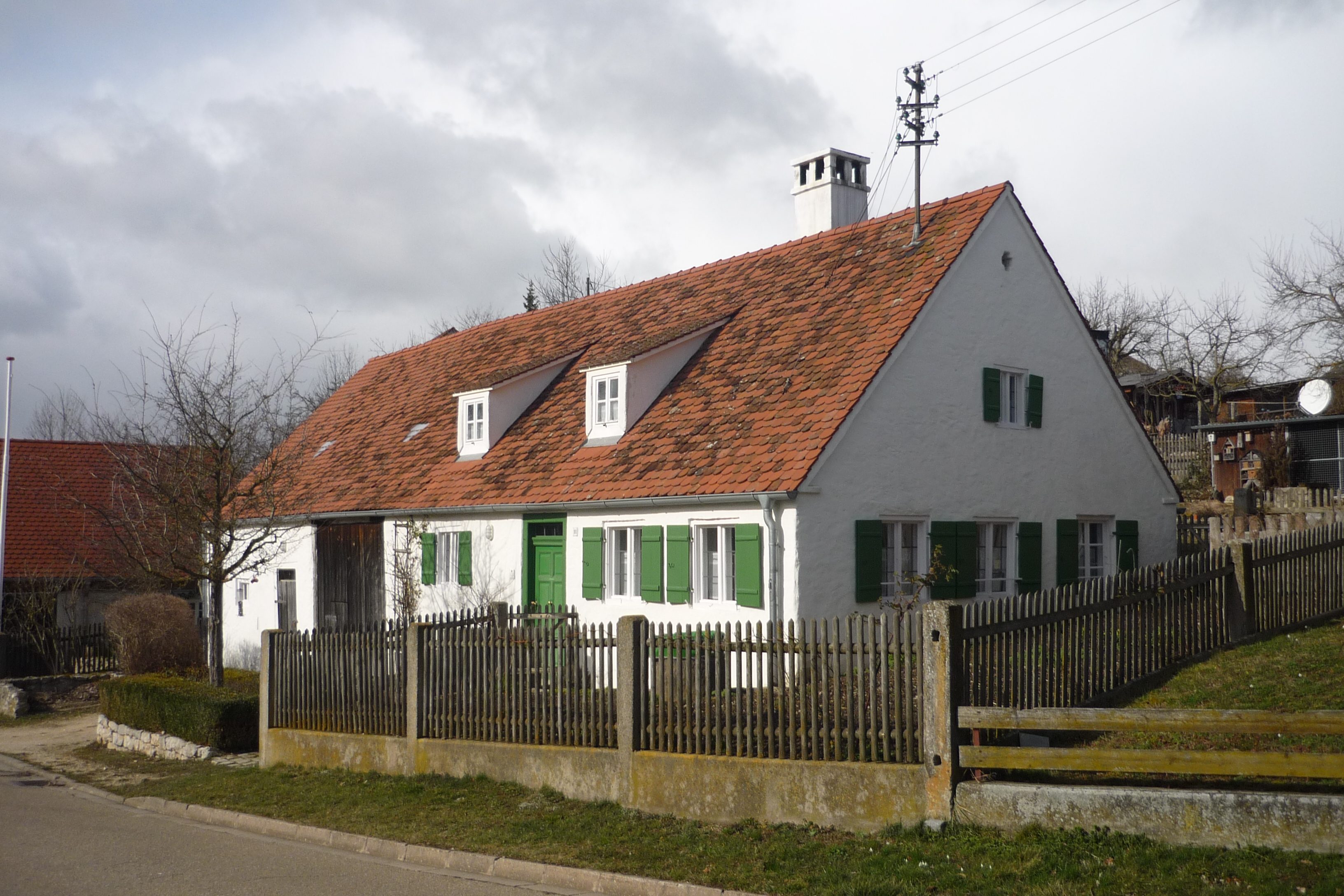
Kleinbauernhaus in Schmähingen
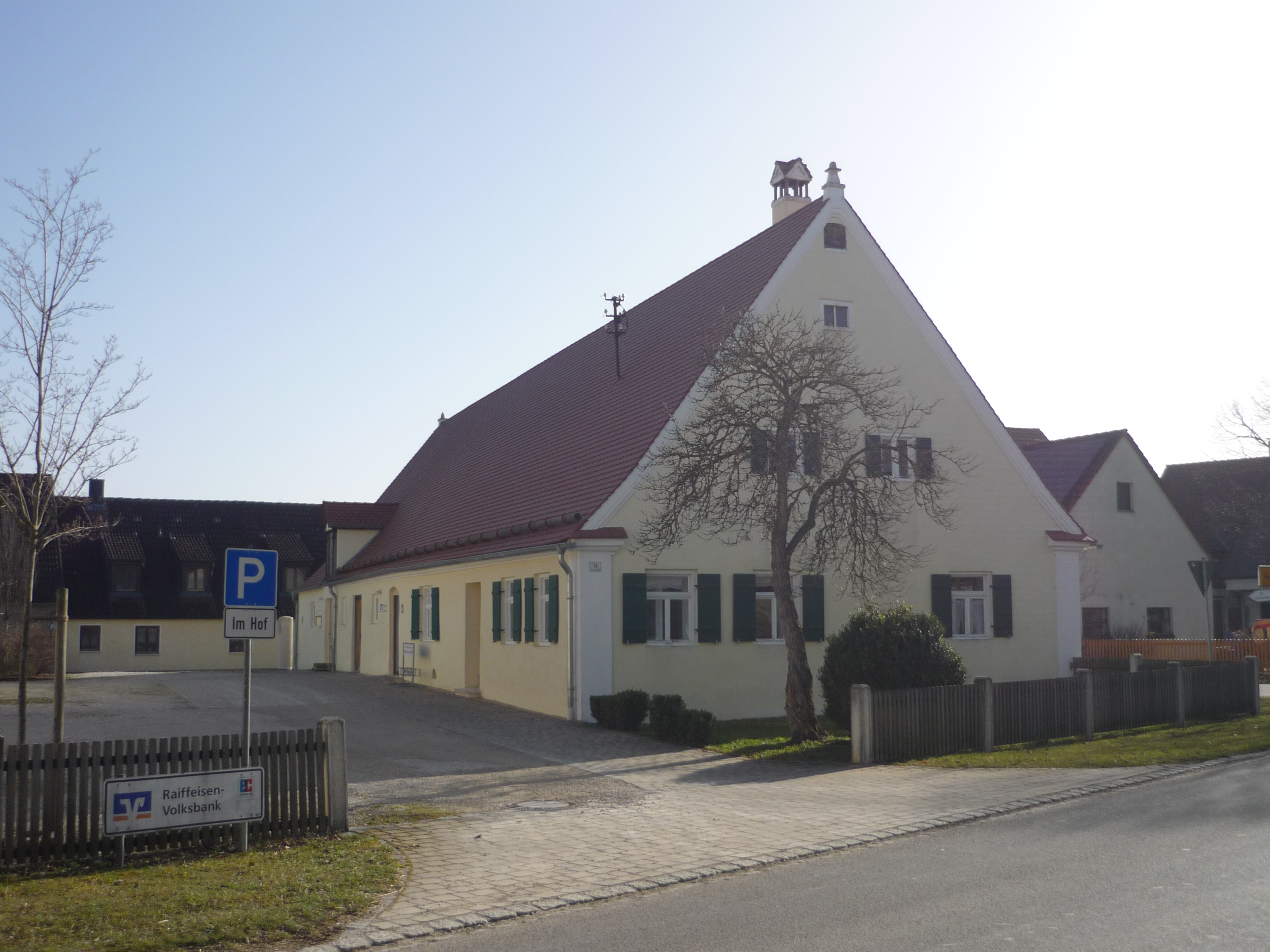
Bauernhaus in Balgheim
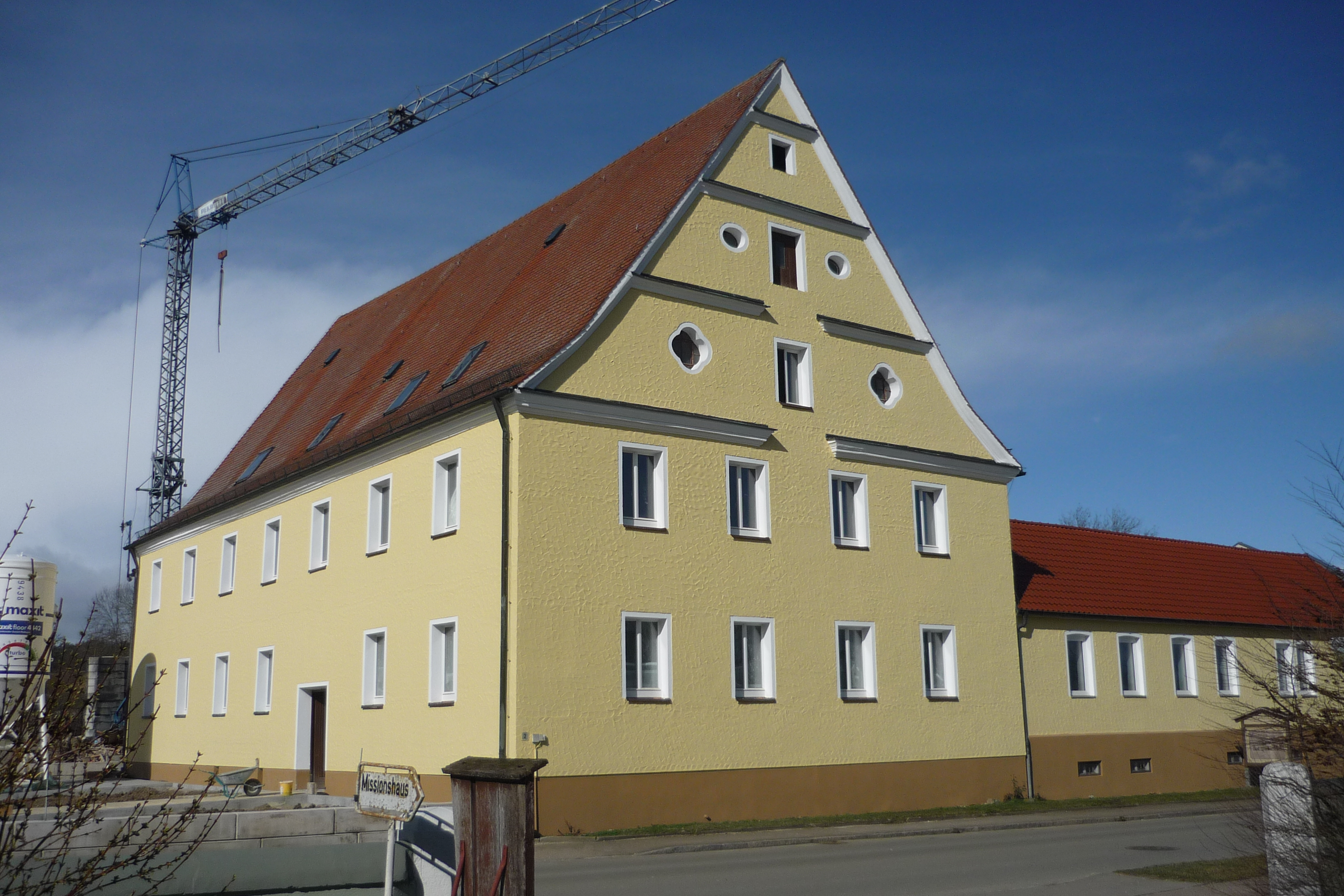
Gasthaus in Reimlingen

## Aussehen

### Hofform
Der normalgroße Bauernhof ist meist in einer L-Form angeordnet (sog. Hakenhof): ein einstöckiges Wohnhaus mit anschließendem Stall für Pferde und manchmal auch für Rinder steht mit dem Giebel zur Straße. Im 90°-Winkel dazu schließt sich der Stadel mit weiteren Ställen für Schweine und Rinder sowie einer oder mehreren Tenne(n) an. Der Hofraum wird durch das Bauernhaus des benachbarten Hofs abgegrenzt. Kommt zum eigentlichen Bauernhaus noch ein Austragshaus hinzu, das auf der anderen Seite des Hofraums mit dem Giebel zur Straße steht, spricht man von einem Dreiseithof. Alternativ dazu kann auch ein großes Ökonomiegebäude gegenüber dem Wohnstallhaus platziert sein, wie etwa beim Vogelbauer-Hof in Balgheim.
Kleinbauernhäuser (sog. Einfirsthöfe) vereinen Wohnraum, Stall und Stadel unter einem Dach. Das Gebäude steht ebenfalls giebelseitig zur Straße. Auf die Wohnräume folgen die Ställe für Schweine und Kühe, denn den Besitz von Pferden konnte sich ein Söldner nicht leisten. In manchen Fällen wird der Schweinestall (nachträglich) in ein eigenes kleines Gebäude, das sogenannte Saihaisle, ausgelagert. An den Stall schließen Tenne und Stadel an. Da das Tennentor mindestens die Höhe eines Wagens haben muss, der mit Heu oder Getreidegarben voll beladen ist, überschreitet es die Traufhöhe des eingeschossigen Rieser Bauernhauses deutlich. Das Dach muss folglich an dieser Stelle angehoben werden. In manchen Fällen wird die bestehende Geländetopographie genutzt, um die benötigte Höhe zu erreichen, indem das Tennentor hangabwärts gelegt wird. In diesen Fällen kann das Wohnstallhaus auch traufseitig zur Straße stehen.
Zur Straße hin wurden die Grundstücke im Ries von einem einfachen Lattenzaun oder einer niedrigen Bruchsteinmauer mit halbrundem Abschluss aus Ziegelsteinen abgegrenzt. Hinter den Wohn- und Ökonomiegebäuden folgte meist ein (Obst-)Garten. Im Hof selbst durfte der Brunnen nicht fehlen, aus dem das Wasser für Mensch und Tier bezogen wurde. Ebenso hatte jedes Anwesen seinen eigenen Hofbaum, meist war es ein Apfel- oder Birnbaum, der als Sichtschutz, Schattenspender, Staubfänger und Nahrungslieferant zugleich fungierte.

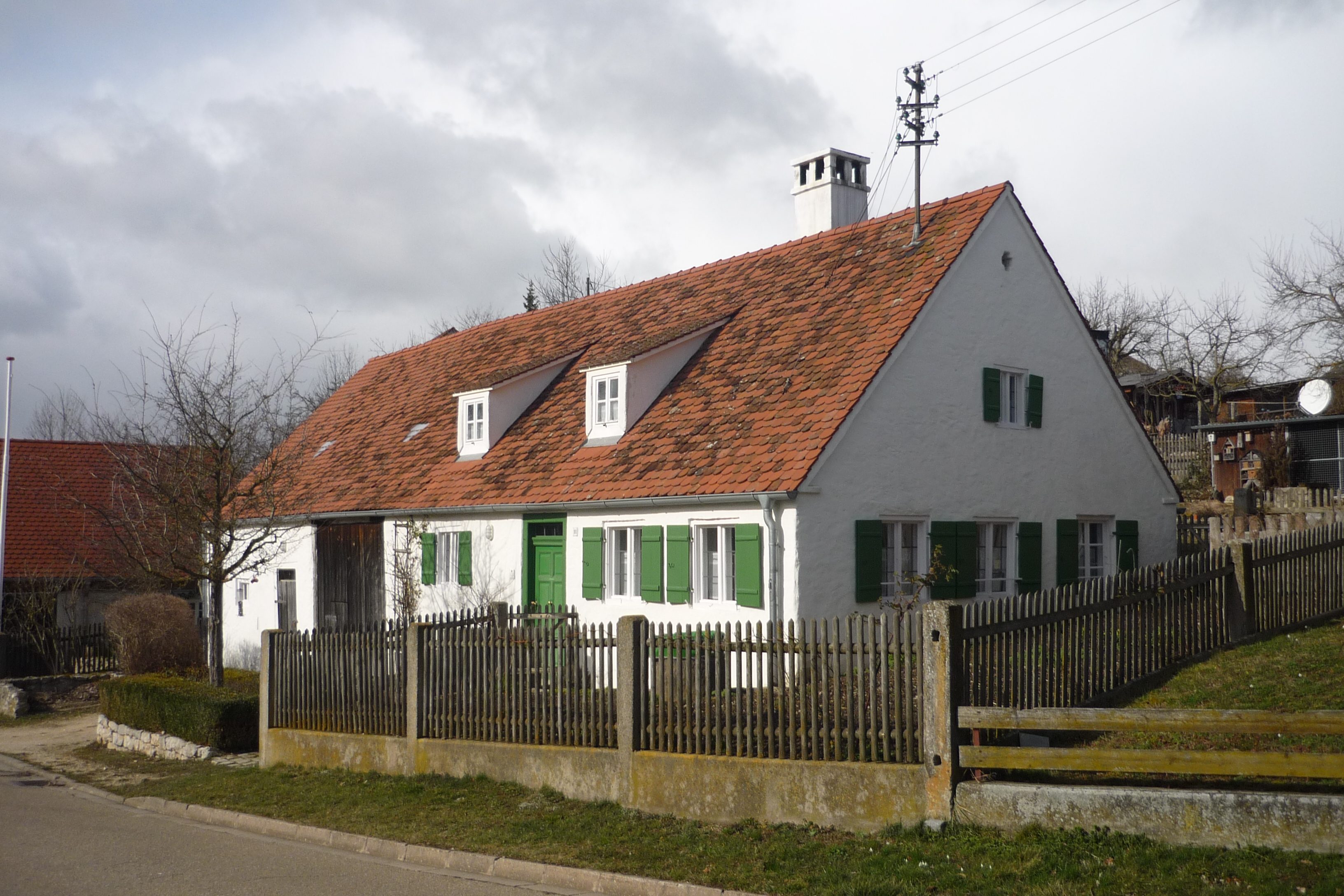
Kleinbauernhaus mit hangabwärts gelegenem Tennentor in Schmähingen
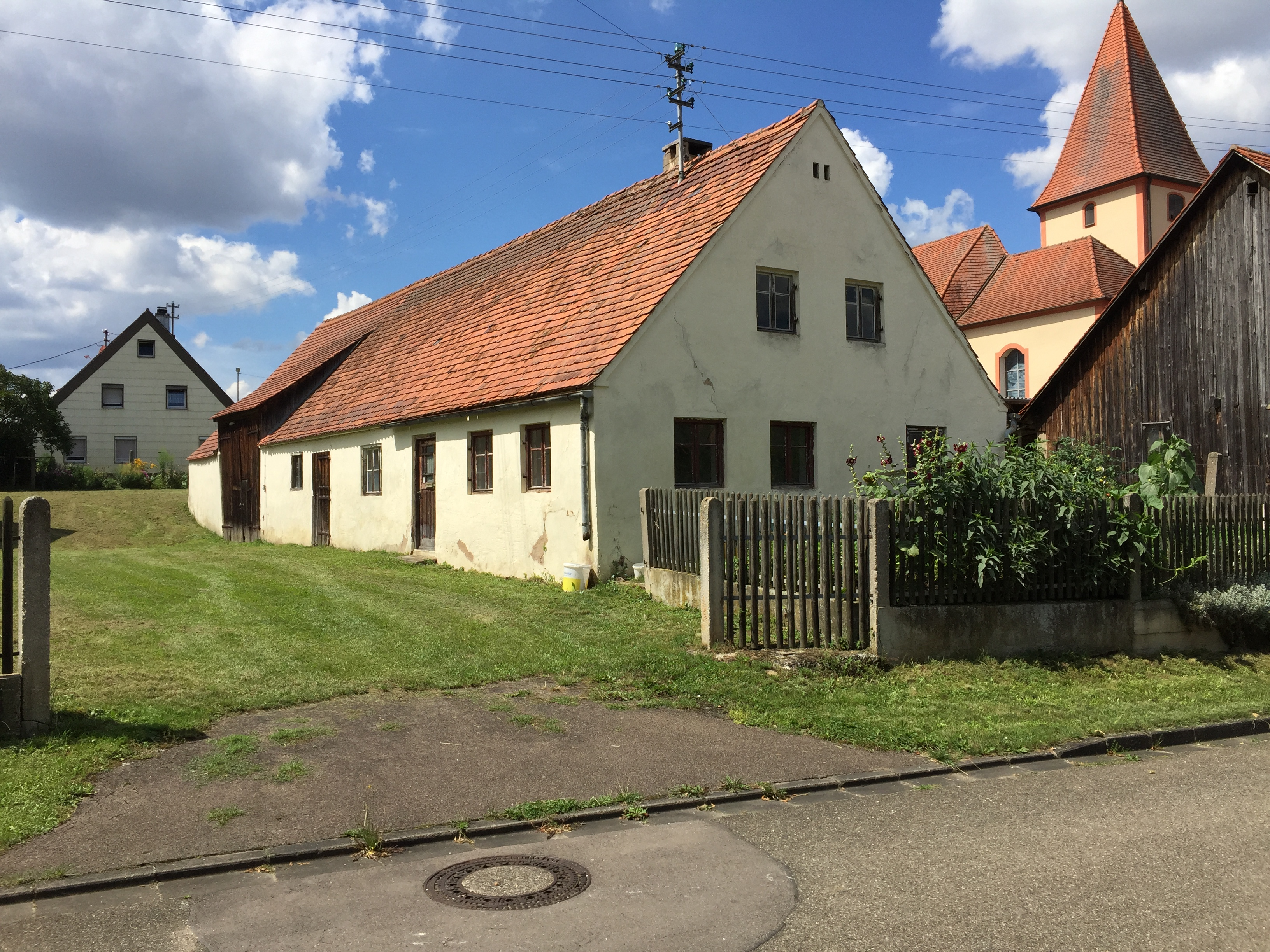
Kleinbauernhaus mit angehobener Traufe am Tennentor in Reimlingen
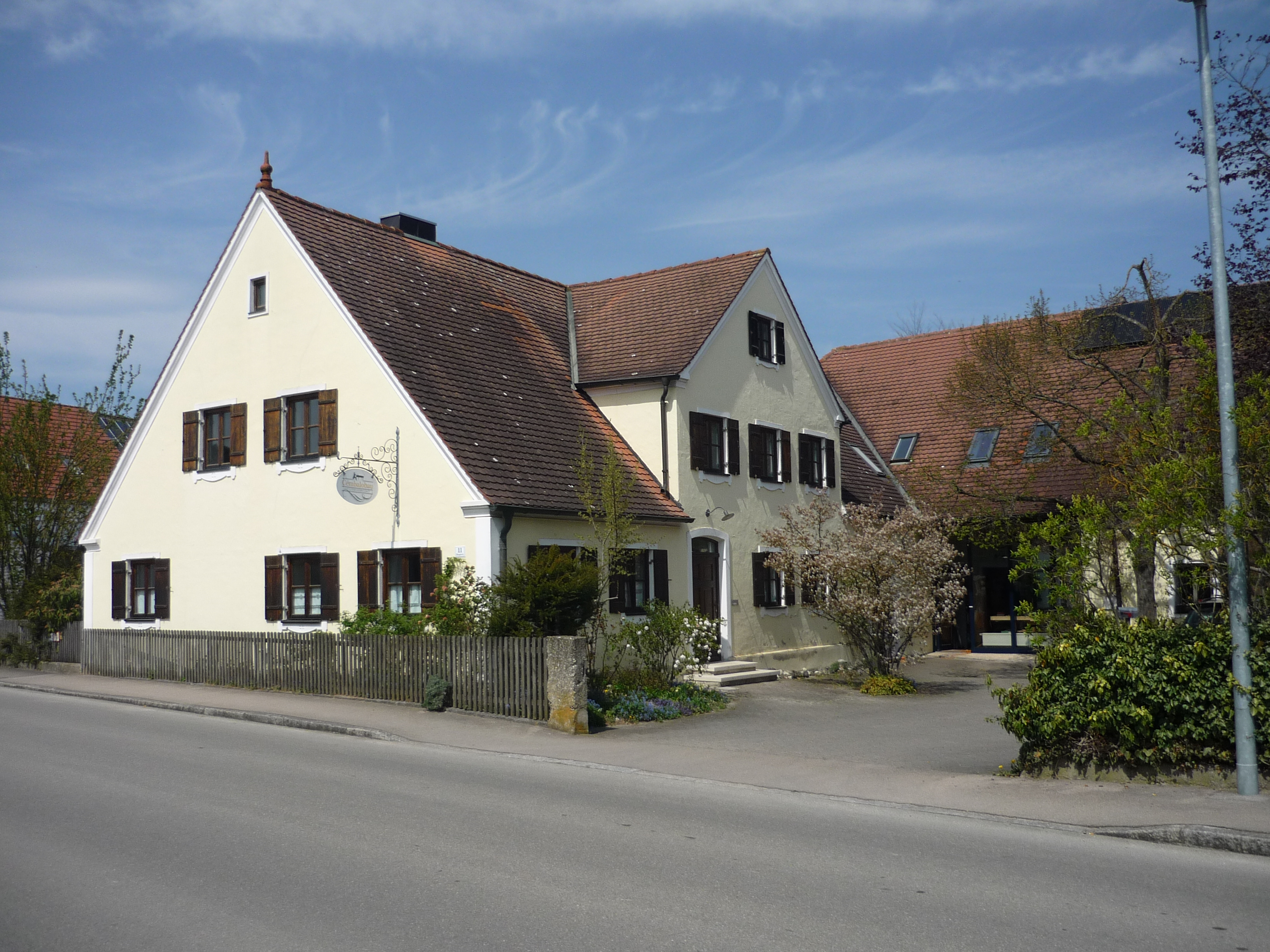
Hakenhof in Reimlingen
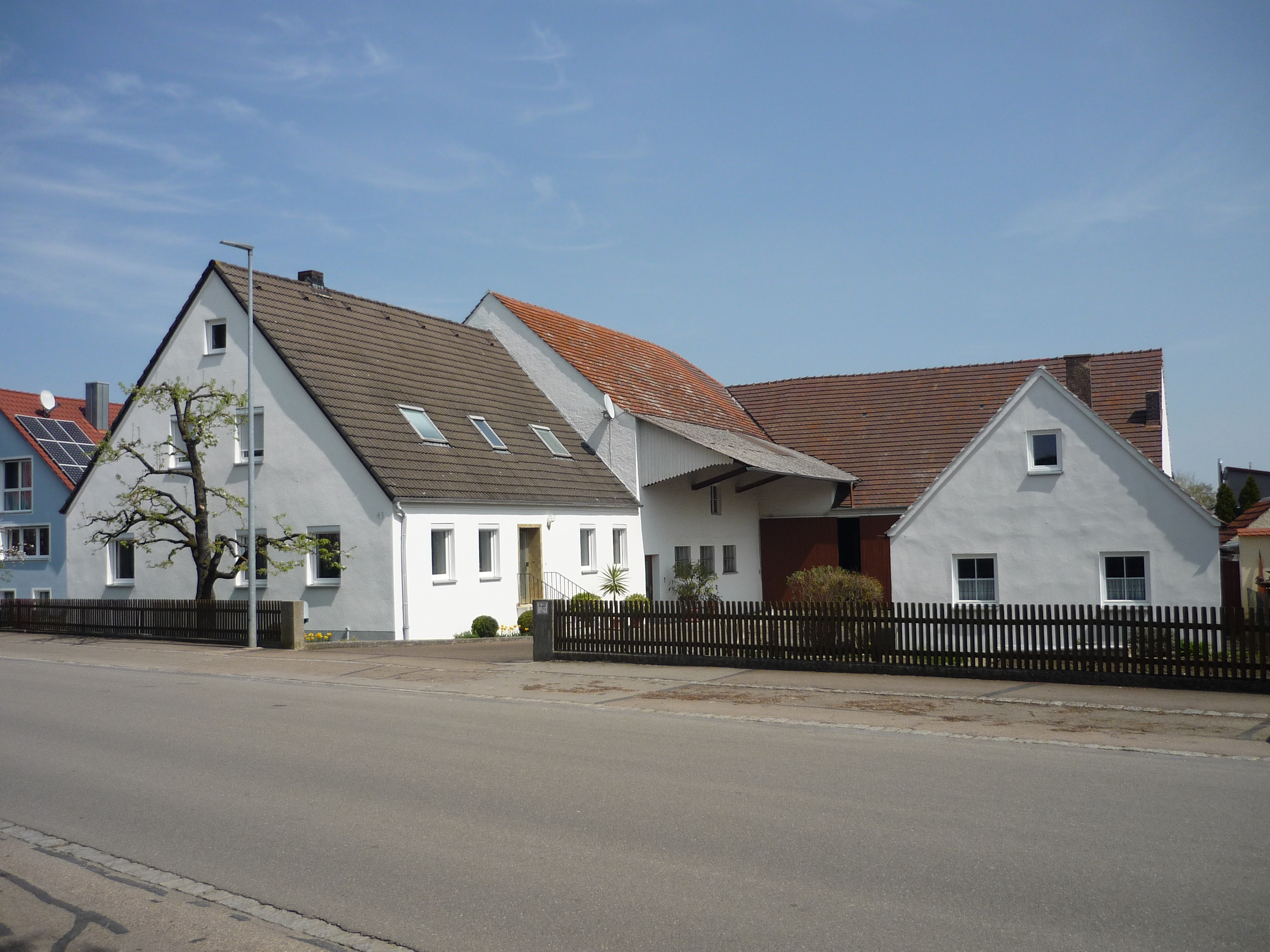
Dreiseithof in Reimlingen
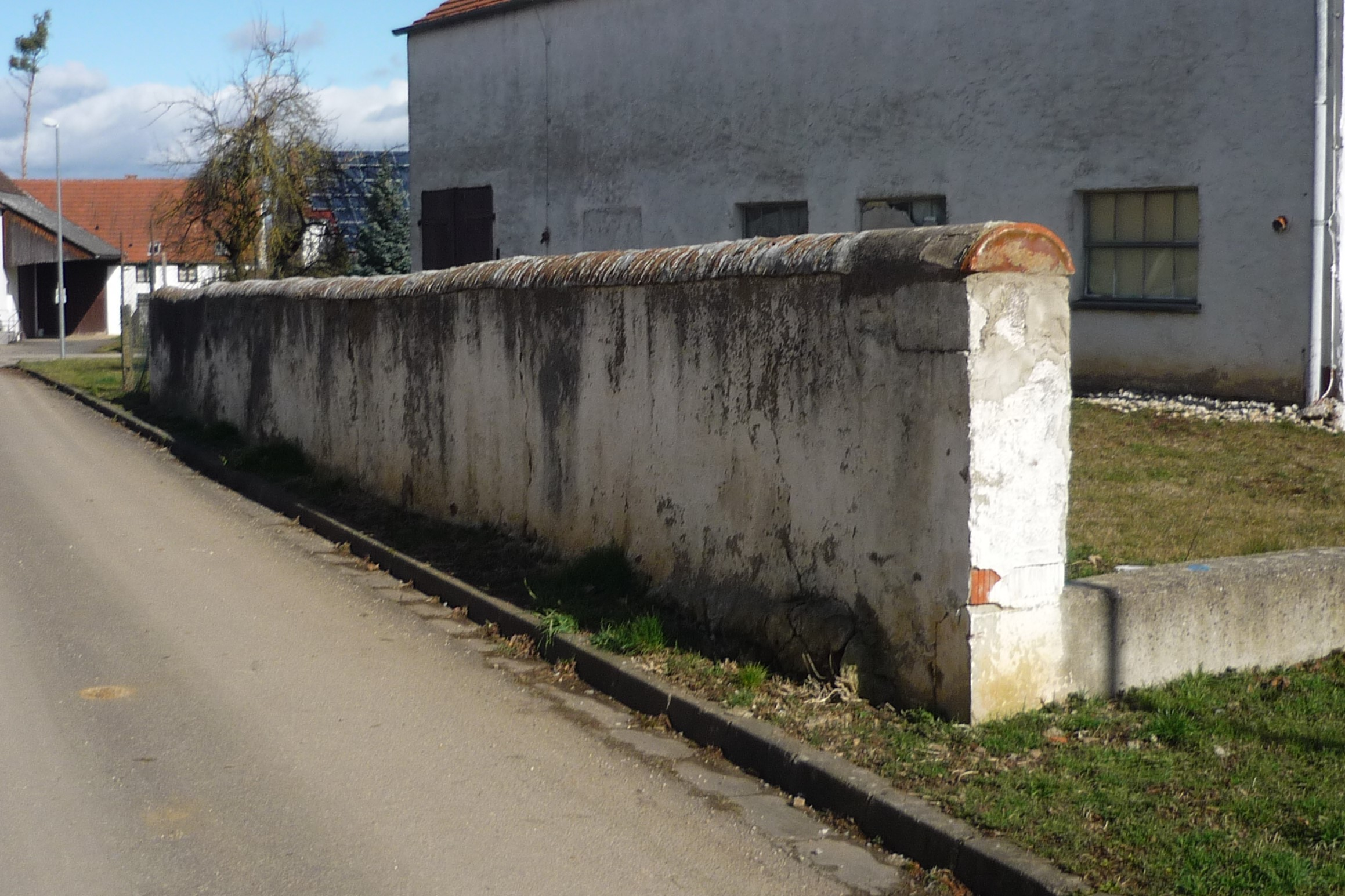
Reste einer historischen Hofmauer

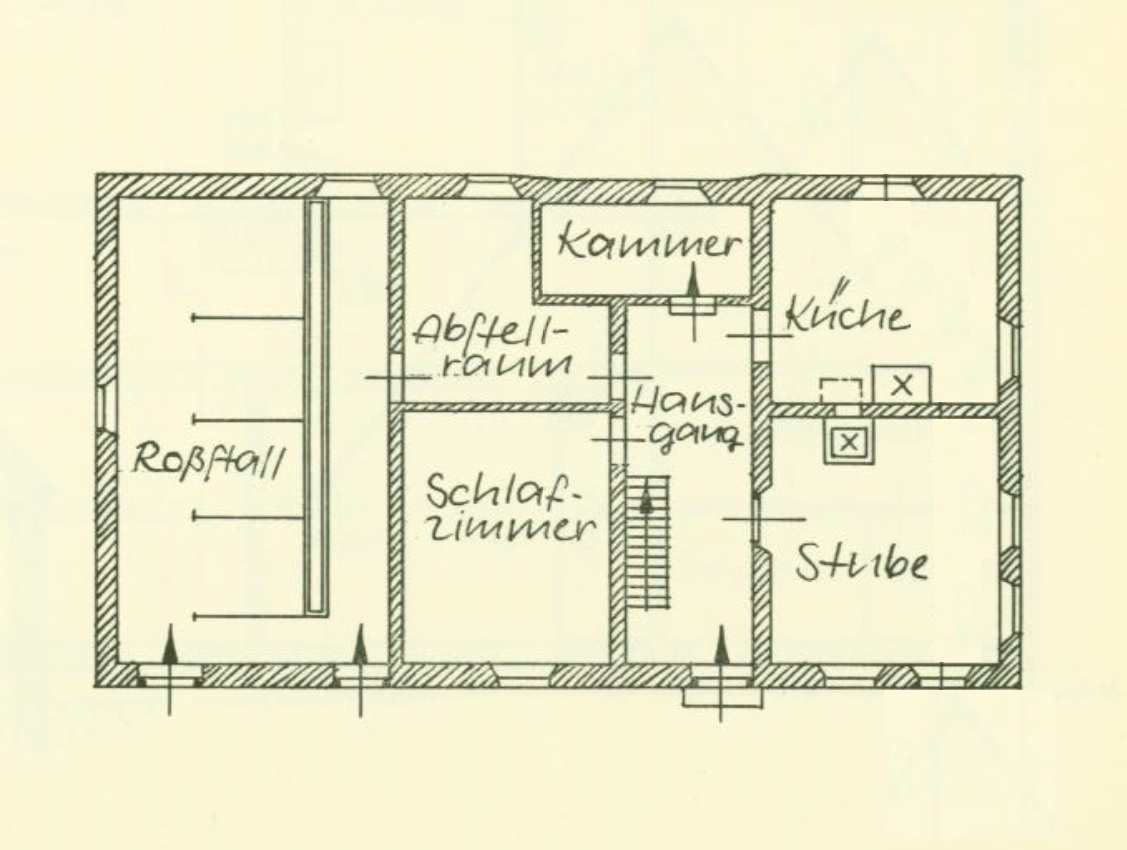
Grundriss eines ehemaligen Bauernhauses in Alerheim

### Grundriss
Der Wohnteil des Hauses unterscheidet sich zwischen Hof und Söld nur hinsichtlich der Gesamtgröße. Den Giebel zur Straße zieren drei Fenster, die unregelmäßig angeordnet sind. Zwei davon gehören zur hofseitigen Stube, die möglichst eine Seite gen Süden richtet, hinter dem dritten Fenster liegt die Küche. Im Obergeschoss befinden sich ein oder mehrere Fenster, hinter denen sich meist nachträglich eingebaute Schlafkammern verbergen. Das Gebäude wird von der Hofseite durch einen Mittelgang erschlossen. Zwischen Straße und Haustür befinden sich zwei weitere Fenster, die ebenfalls zur Stube gehören. Auf der anderen Seite des Hausgangs, gegenüber der Stube, liegt die Schlafkammer, die meist nur ein Fenster hat. Hinter ihr schließt sich eine weitere (Gesinde-)Kammer an. Zwischen den beiden Kammern führt ein Gang zum Stall. Der Stall kann auch direkt über die hintere Kammer erschlossen sein, dann entfällt der Zwischengang. Eine schmale, steile Stiege erschließt das Obergeschoss. Am Ende des Gangs, selten auch unter der Treppe, befindet sich ein Abgang in den kleinen Keller, der zur Lagerung von Kartoffeln oder Rüben dient und für gewöhnlich unterhalb der hinteren Kammer liegt. Am Ende des Hausgangs befindet sich ein kleines Fenster.

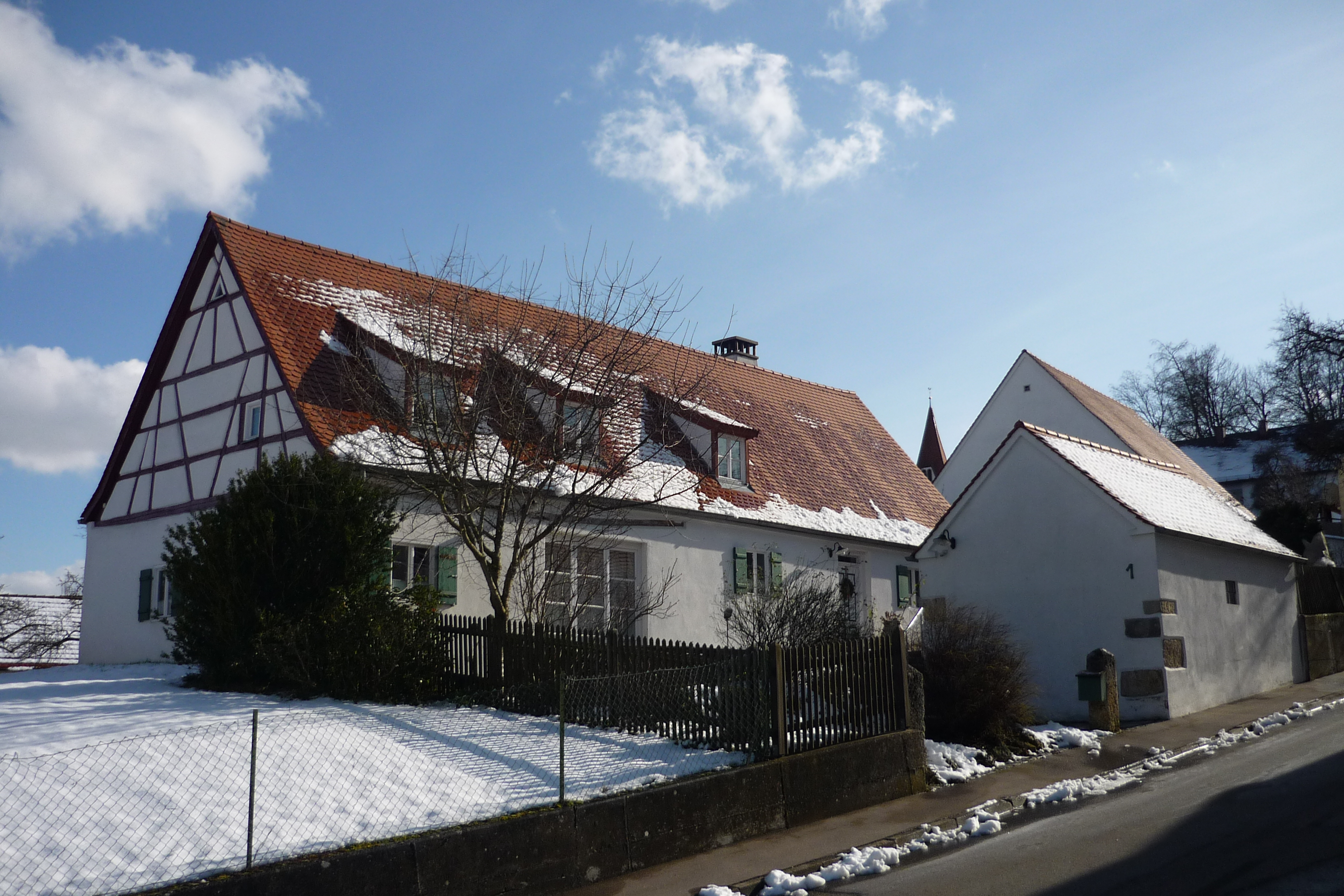
Fachwerkgiebel am Ökonomieteil eines Kleinbauernhauses in Reimlingen

### Bauweise
Das Ries wird aufgrund seiner hohen Bodengüte seit jeher landwirtschaftlich genutzt und ist deshalb nahezu unbewaldet. Durch den daraus resultierenden Mangel an Holz wurde der Fachwerkbau im Ries vergleichsweise früh von der Steinbauweise abgelöst. Nur noch wenige Rieser Bauernhäuser bestehen ganz oder teilweise aus Fachwerk, sie liegen meist nahe am bewaldeten Riesrand. Nahezu alle erhaltenen Rieser Bauernhäuser sind aus unregelmäßigem Bruchstein erbaut, der aus nahe am Dorf gelegenen Steinbrüchen stammt. Ein eigener Fenstersturz ist dabei nicht nötig, denn die hölzernen Fensterrahmen, die mit der Mauer versetzt werden, erfüllen diese Aufgabe.

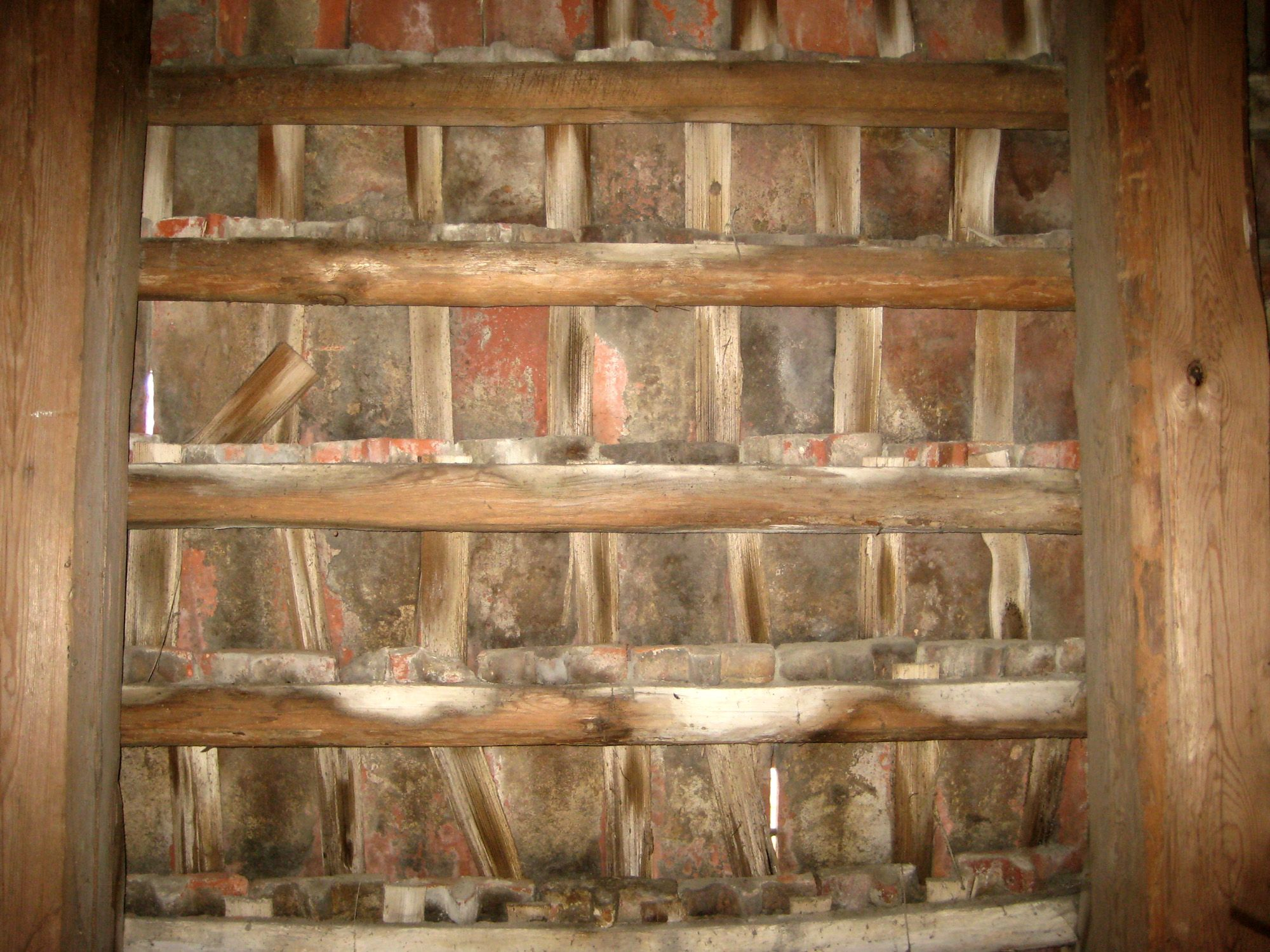
Biberschwanz-Einfachdeckung mit Spließen (Innenansicht)

### Dachform und Dachdeckung
Kennzeichnend für das Rieser Bauernhaus ist sein steiles Satteldach mit einer Neigung von 48° oder mehr, das meist als einfaches Sparren- oder Kehlbalkendach ausgeführt ist.
Bis ins 19. Jahrhundert wurden die Dächer im Ries vorwiegend mit Stroh gedeckt. Dabei wurde langhalmiges Roggenstroh bündelweise an Dachlatten befestigt und mit verwässertem Lehm getränkt. Da diese Dachdeckung nicht vollkommen dicht war, wurden die Dächer möglichst steil angelegt, um Niederschläge schnellstmöglich abzuführen. So konnte das Einsickern von Wasser in das Stroh vermieden werden. Auch wenn ein durchschnittliches Strohdach nur 20 bis 30 Jahre lang haltbar war, war es für die Bauern günstiger als ein Ziegeldach, denn während Dachziegel teuer eingekauft werden mussten, standen Stroh und Lehm nahezu unbegrenzt und kostenlos zur Verfügung. Darüber hinaus bot ein Strohdach eine vergleichsweise gute Wärmeisolierung für Kammern im Dachgeschoss. Als Alternative dazu ist das sogenannte Schab(l)dach belegt. Diese Dachdeckung war eine sparsamere Variante der Mönch-Nonnen-Deckung, bei der die Mönche durch lehmgetränktes Stroh oder reinen Lehm ersetzt wurden, der die Übergänge zwischen den Nonnen abzudichten hatte.
In Folge der konsequenten Bekämpfung der Strohdächer durch die Feuerversicherungen, setzte sich im späten 19. und frühen 20. Jahrhundert das Ziegeldach mit einfacher Biberschwanzdeckung durch. Die bei der Einfachdeckung entstehenden Lücken zwischen zwei Dachziegeln wurden durch hölzerne Spließen geschlossen. Durch Bilder sind auch Übergangsformen belegt, bei denen der besonders brandgefährdete Bereich rund um den Kamin mit Ziegeln, der Rest des Daches aber mit Stroh gedeckt wurde. Mit dem Ziegeldach kamen auch erste Dachrinnen auf, die zu Anfang nur oberhalb der Haustüre angebracht wurden.

### Fenster
Das typische Fenster eines Rieser Bauernhauses folgt einem ganz bestimmten Aufbau: Es handelt sich um zweiflüglige Fenster mit zwei Bleisprossen pro Flügel, zwischen den beiden Flügeln befindet sich ein Setzholz. In der Mitte jedes erdgeschossigen Fensterflügels ist ein Gitterstab in den hölzernen Fensterstock eingelassen. Im Stubenfenster neben der Haustür befindet sich meist ein kleines, eingebautes Spähfenster, ein sogenanntes Guggerle. Die Fenster wurden generell sehr weit außen angebracht, wodurch sich im Inneren des Hauses eine äußerst tiefe Fensternische bildet. Alle Fenster werden von schlichten, zweigeteilten Fensterläden eingerahmt, die meist grün gestrichen sind. Die Fenster im Dachgeschoss fallen häufig etwas kleiner aus als die Fenster im Erdgeschoss. Die kleinen Fensteröffnungen im Dachstuhl bleiben oft Fensterläden.
Durch ein Oberlicht oberhalb der Haustür gelangt Licht in den Gang. Dort legte der Bauer auch den Hausschlüssel ab, wenn er ins Feld ging. Außerdem konnte das Oberlicht im Sommer ausgebaut werden, um Schwalben das Nisten im Hausgang zu ermöglichen. Weil die Rieser glaubten, dass die Schwalben Glück ins Haus brächten, wurde die Verunreinigung des Bodens durch die Jungvögel gerne in Kauf genommen.
Im 19. Jahrhundert kamen zweiflüglige Fenster mit einem zusätzlichen, an der Oberseite des Fensters querliegenden Lüftungsflügel in Mode. Dieser konnte mit oder ohne Sprossen, die in dieser Zeit meist hölzern waren, ausgeführt sein. An höhergestellten Gebäuden wie Pfarr- und Wirtshäusern sind auch hölzerne Kreuzstockfenster anzutreffen.

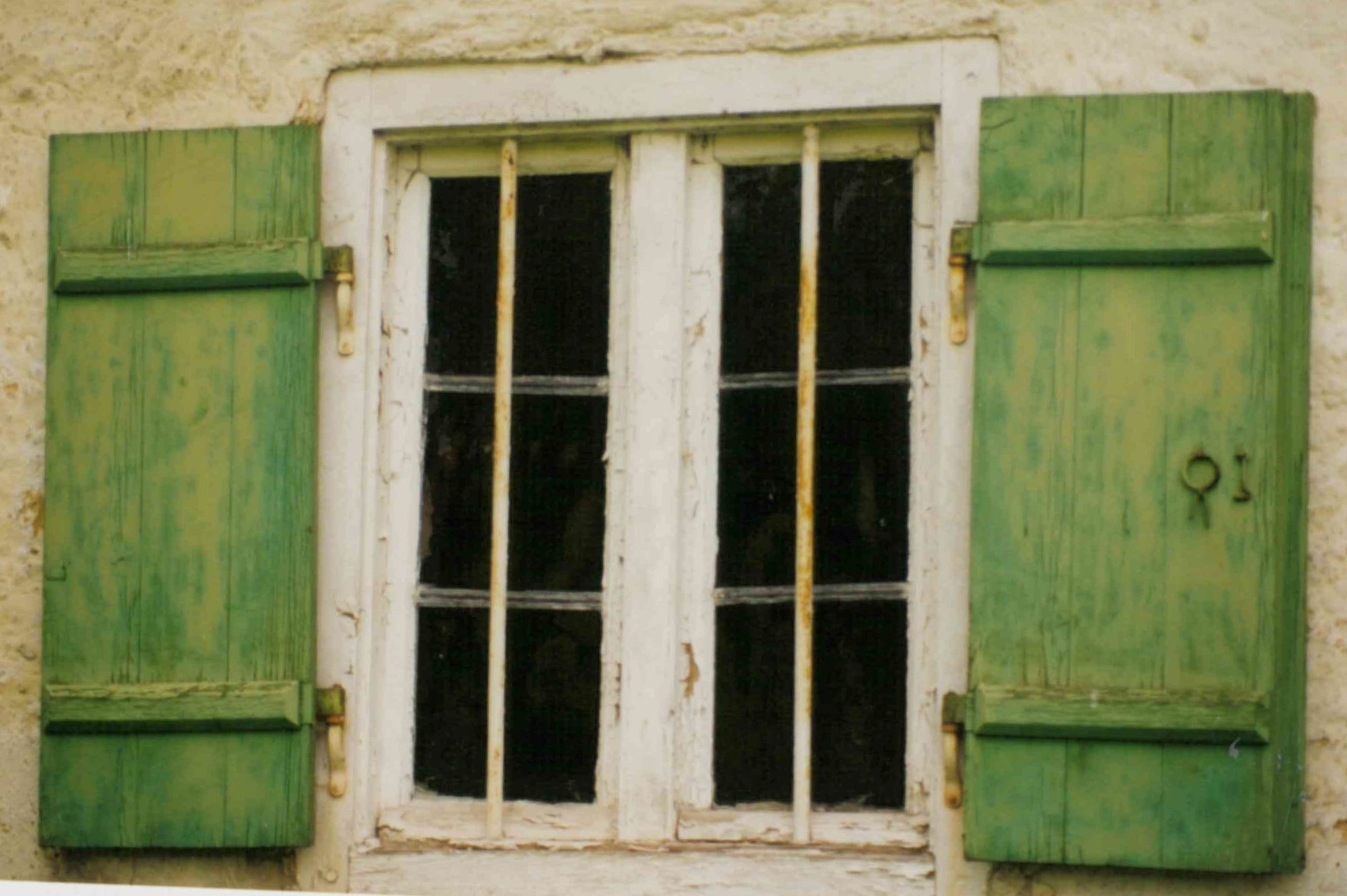
Fenster eines Rieser Bauernhauses (noch mit Gitterstäben)
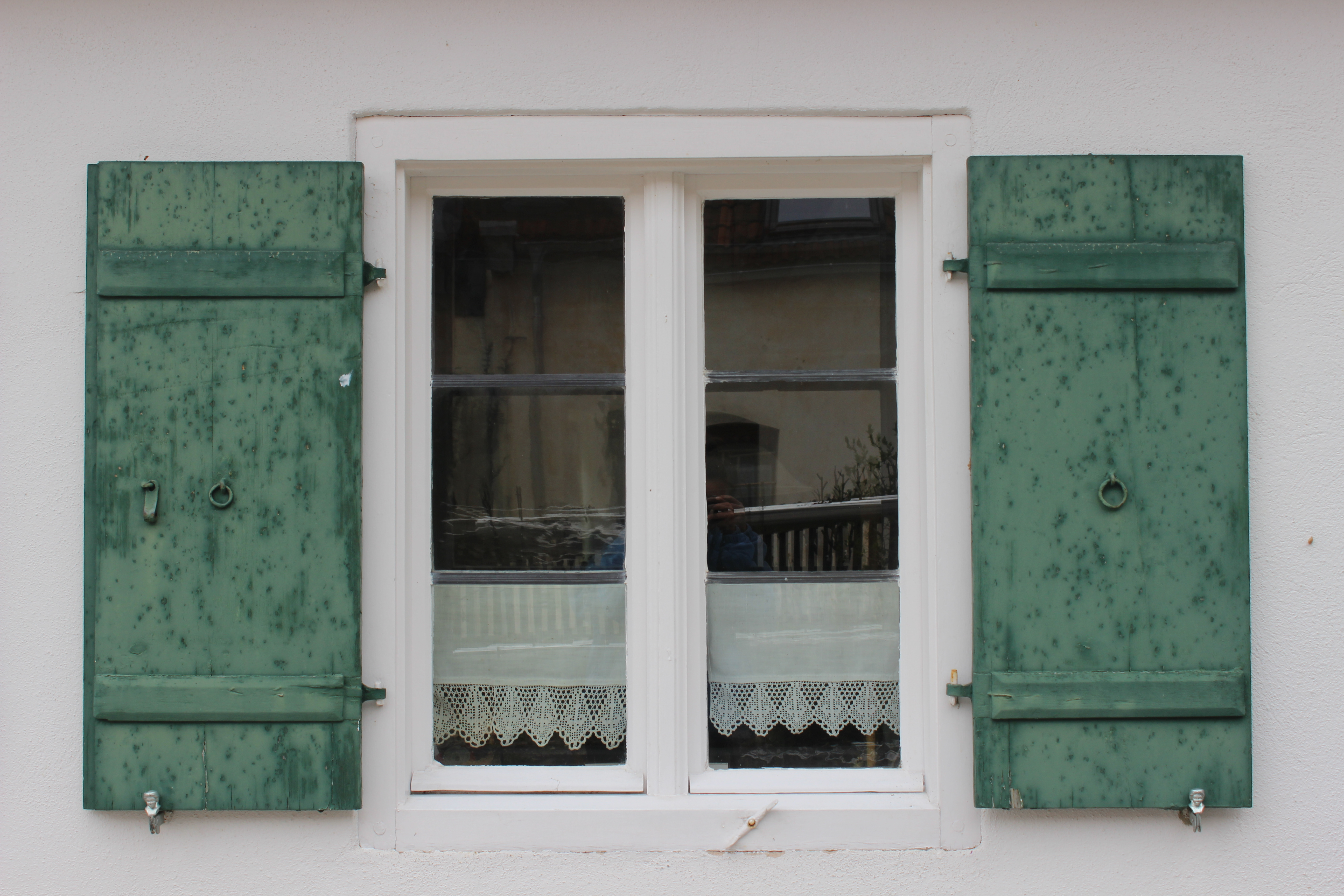
Fenster eines Rieser Bauernhauses
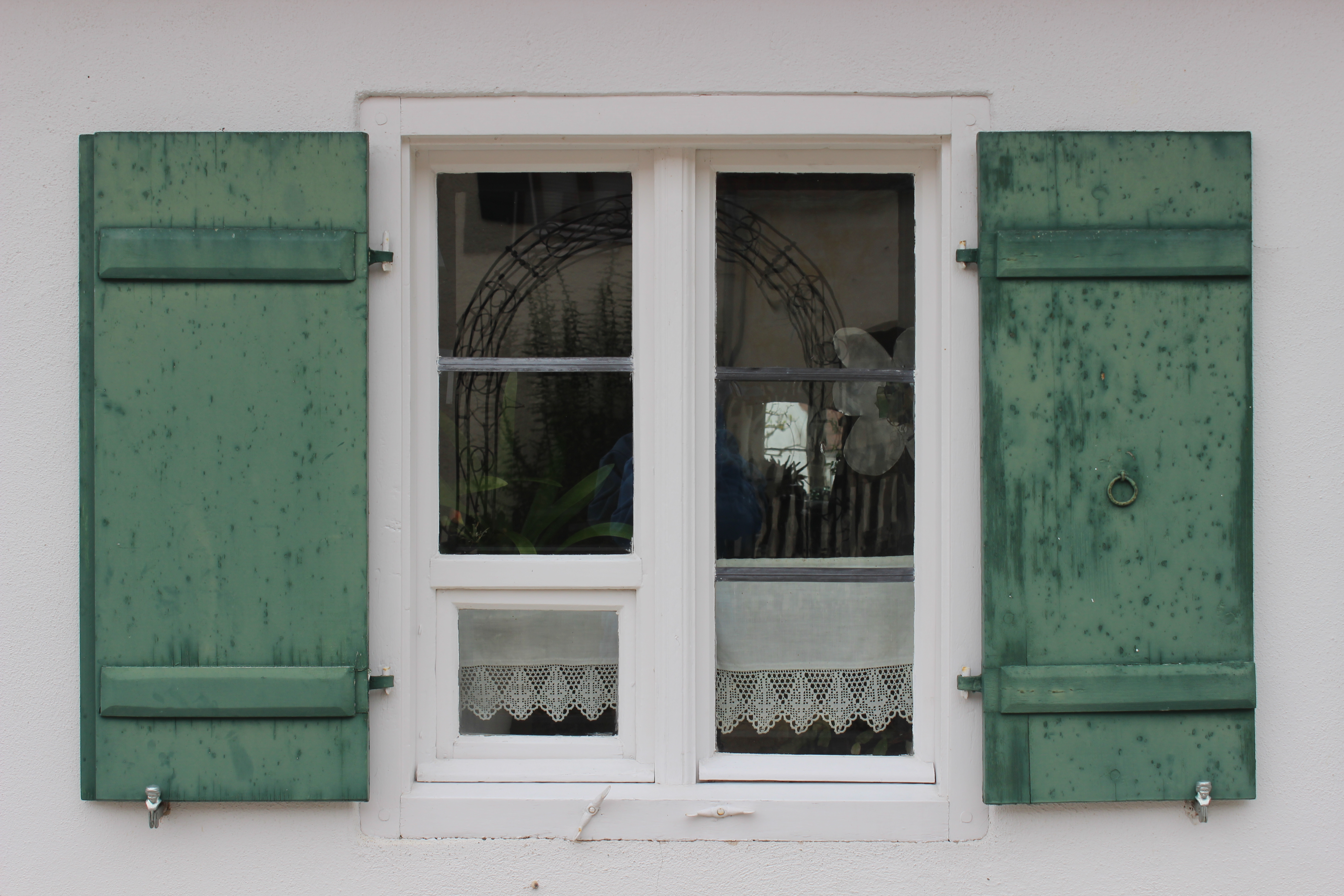
Fenster eines Rieser Bauernhauses (mit Guggerle)
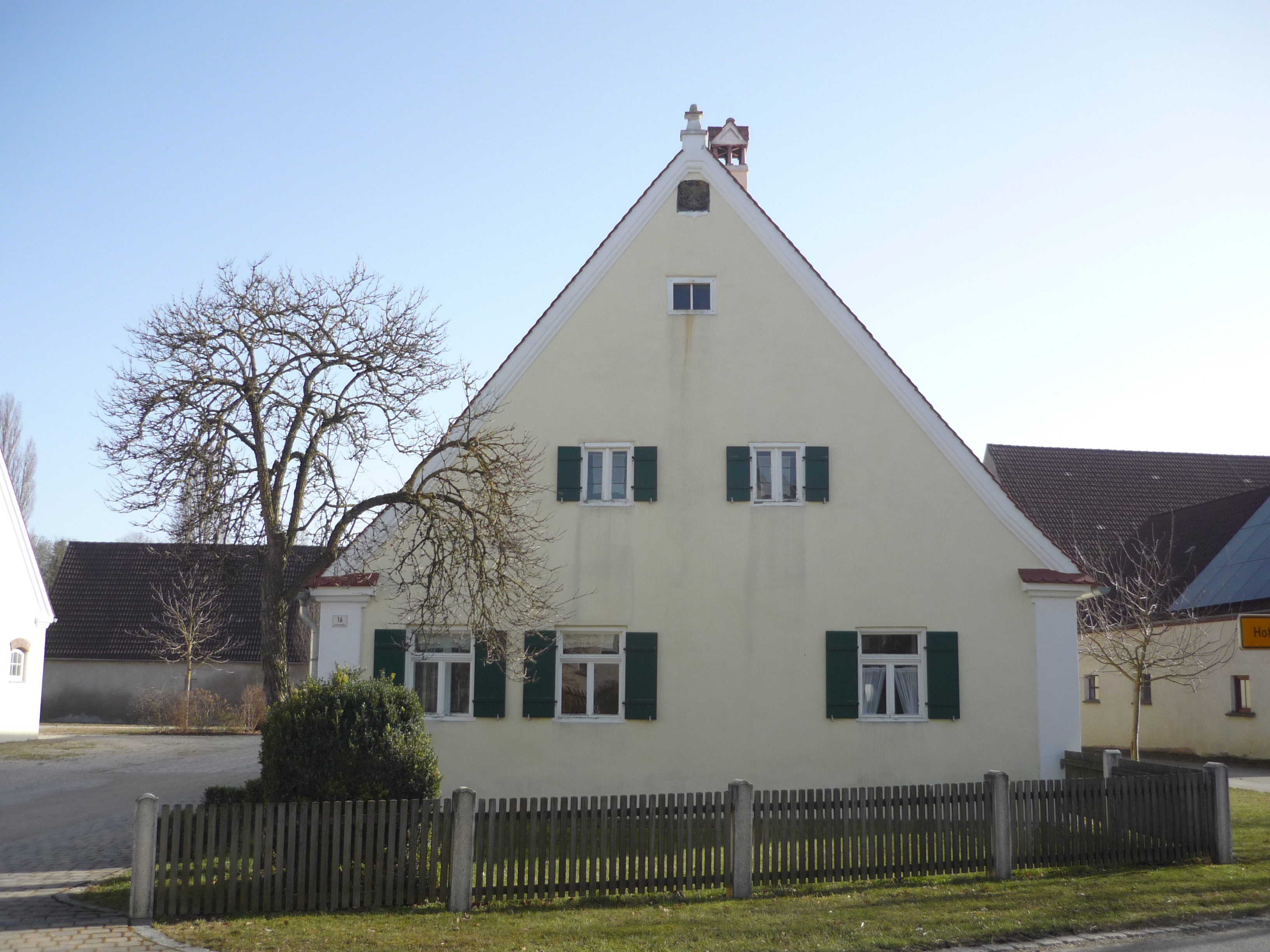
Zweiflüglige Fenster mit Lüftungsflügel im Erdgeschoss des Vogelbauer-Hofs
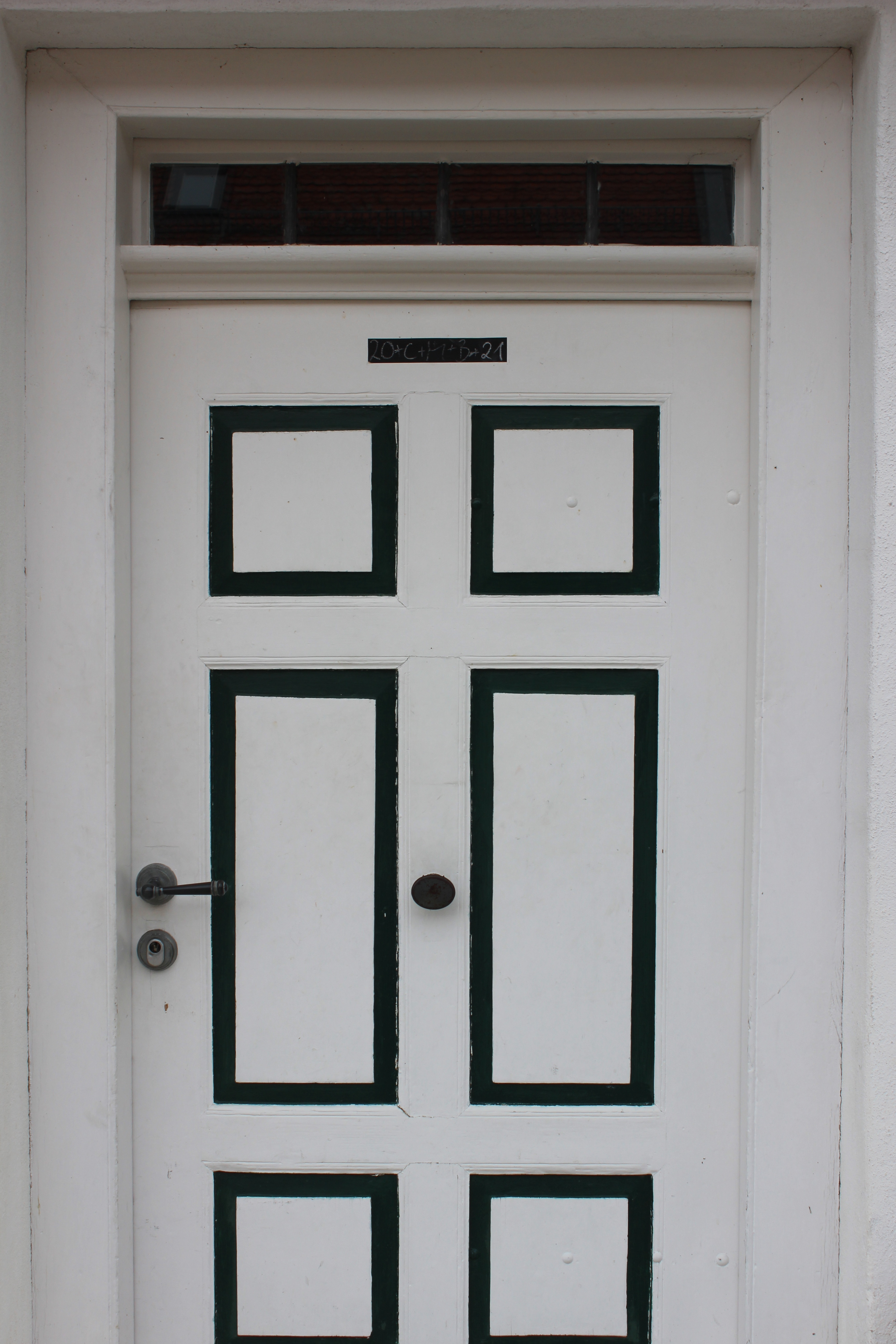
Haustür eines Rieser Bauernhauses (mit Oberlicht)

### Zierelemente
Das Rieser Bauernhaus ist im Allgemeinen schlicht gehalten, wodurch die vorhandenen Zierelemente umso mehr zur Geltung kommen. Typisch für das Ries, wenn auch nur noch selten anzutreffen, ist die Giebelzier: Am Treffpunkt von First und Giebel wird eine Zierde aufgemauert, die beispielsweise von einem Knauf, einer Knospe, einem Schwalbenschwanz oder einer Zirbelnuss bekrönt sein kann. Manchmal findet sich auf oder direkt unterhalb der Giebelzier auch das Wappen des Grundherrn oder eine Inschrift, die auf den Bauherrn oder das Baujahr verweist. Ausgehend von der Giebelzier laufen Ortganggesimse bis an die Traufe, wo sie sich im Traufknoten (auch Wiederkehr genannt) mit den Traufgesimsen treffen. Der Traufknoten kann unterschiedlich weit in den Giebel hineinragen. Auch die Größe und Profilierung der Gesimse kann variieren. Bei manchen Gebäuden entfällt der Traufknoten, wobei das Traufgesims und das Ortganggesims an der Hausecke aneinanderstoßen. Manchmal sind die Ecken des Straßengiebels auch durch Eckrustika betont. So ergaben sich abwechslungsreiche Straßenbilder, in denen jedes Haus eigene Akzente setzen konnte, ohne die Einheitlichkeit des Ortsbildes zu durchbrechen. Solche Ortsbilder sind noch in den als Ensemble geschützten Ortschaften Niederaltheim und Rudelstetten erlebbar.
Einige Rieser Häuser zeichnen sich noch heute durch einen sehenswerten Kamin aus. Meist ist er von einer flachen Ziegelplatte abgedeckt, die von mehreren runden Ziegelsteinen gestützt wird. Andere Kamine werden von ziegelgedeckten Zeltdächern oder von zwei sich kreuzenden Satteldächern auf den bereits erwähnten Stützen bekrönt. Viele dieser historischen Kamine wurden allerdings bereits beseitigt oder modern verblecht.

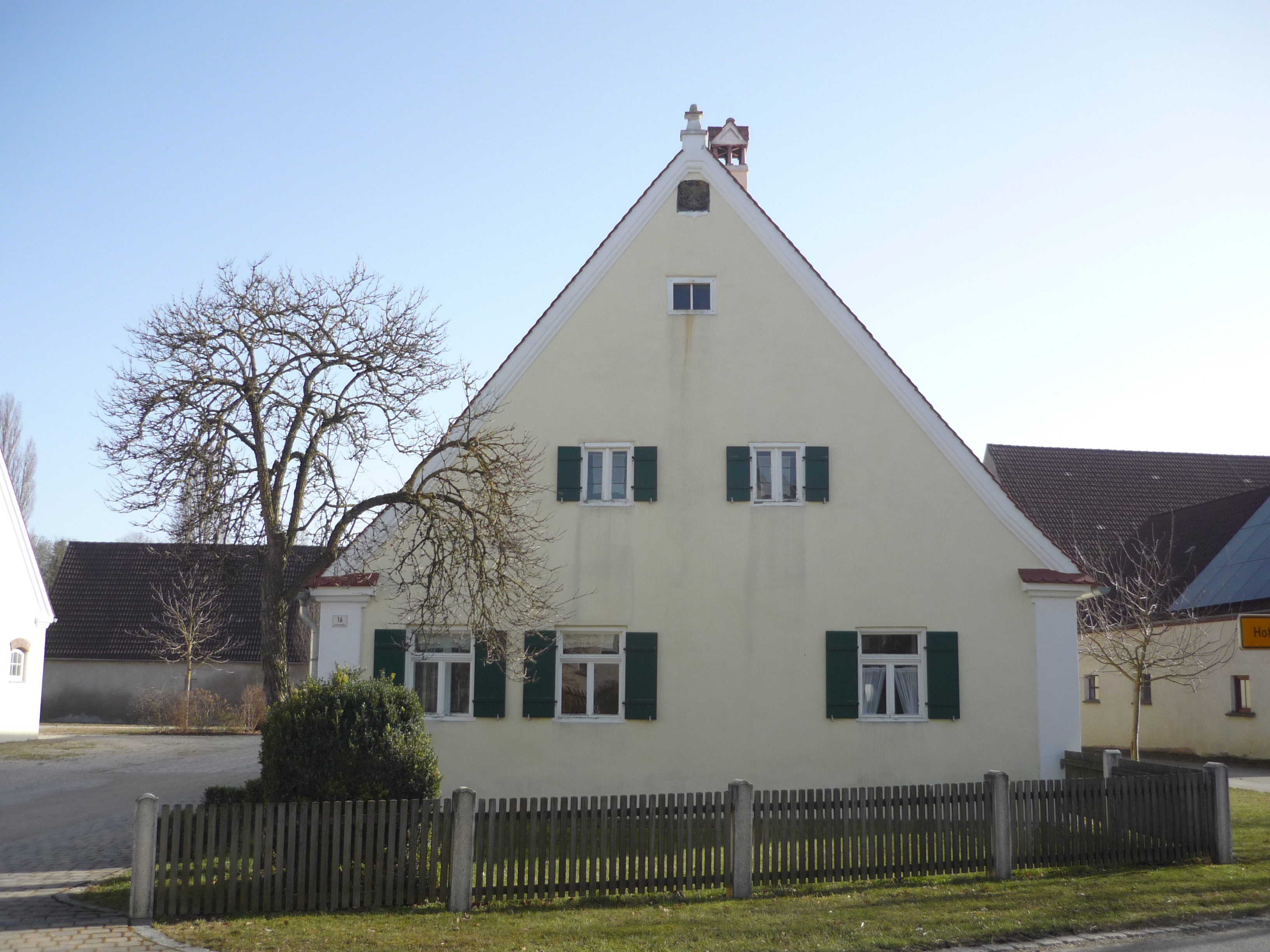
Giebel des Vogelbauer-Hofs
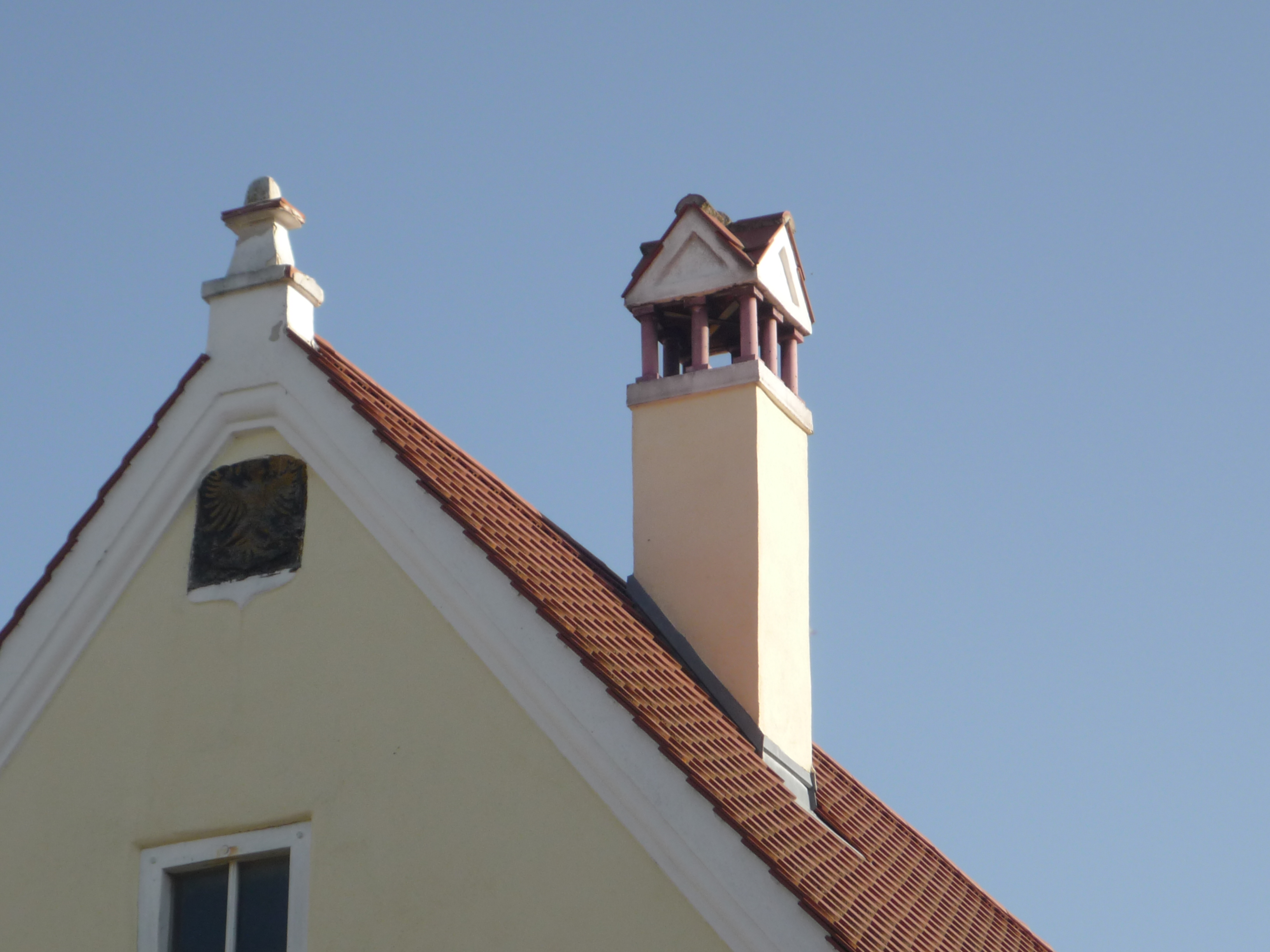
Kamin, Giebelzier und Wappenstein am Vogelbauer-Hof
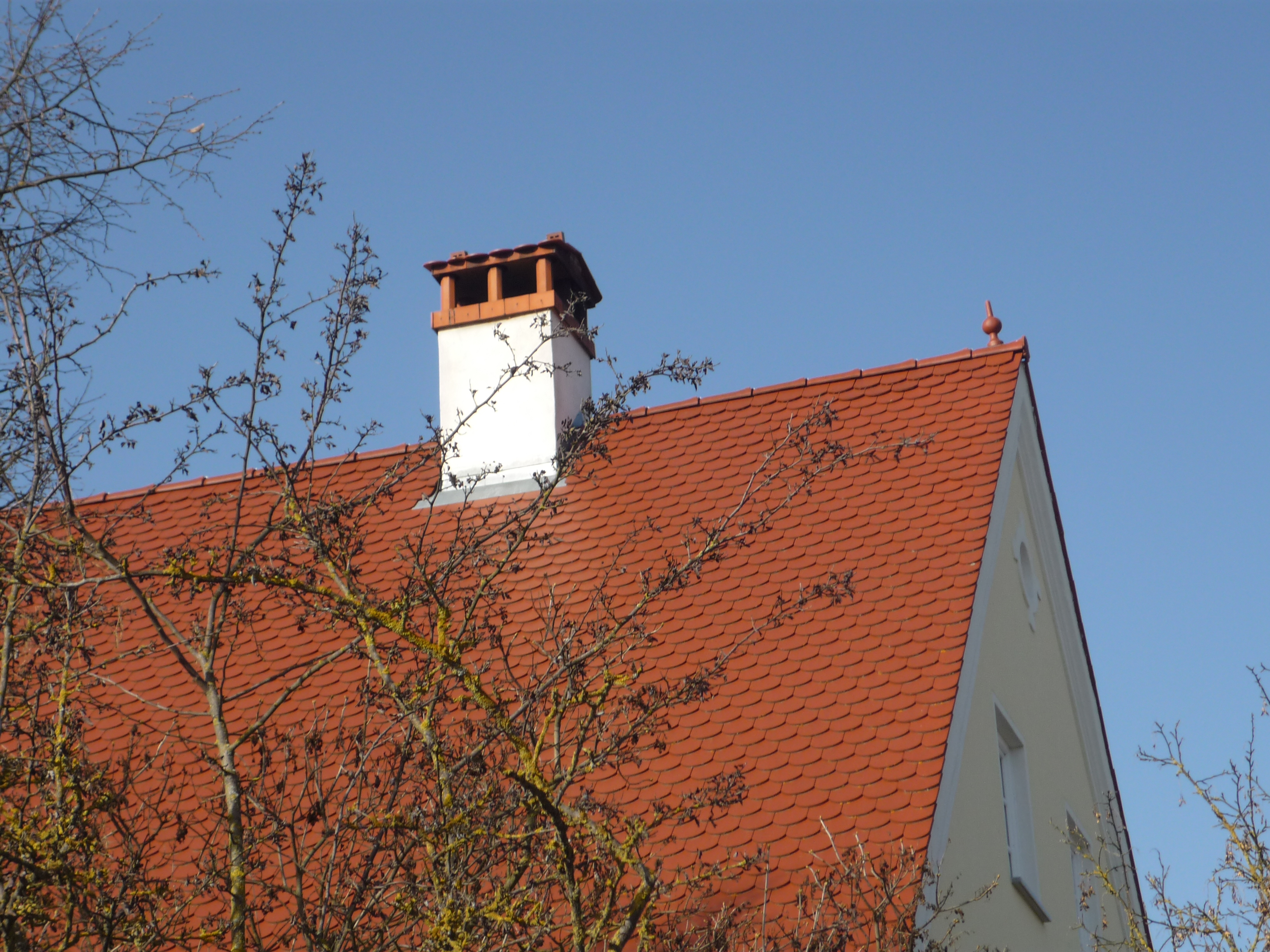
Kamin an einem Bauernhaus in Balgheim
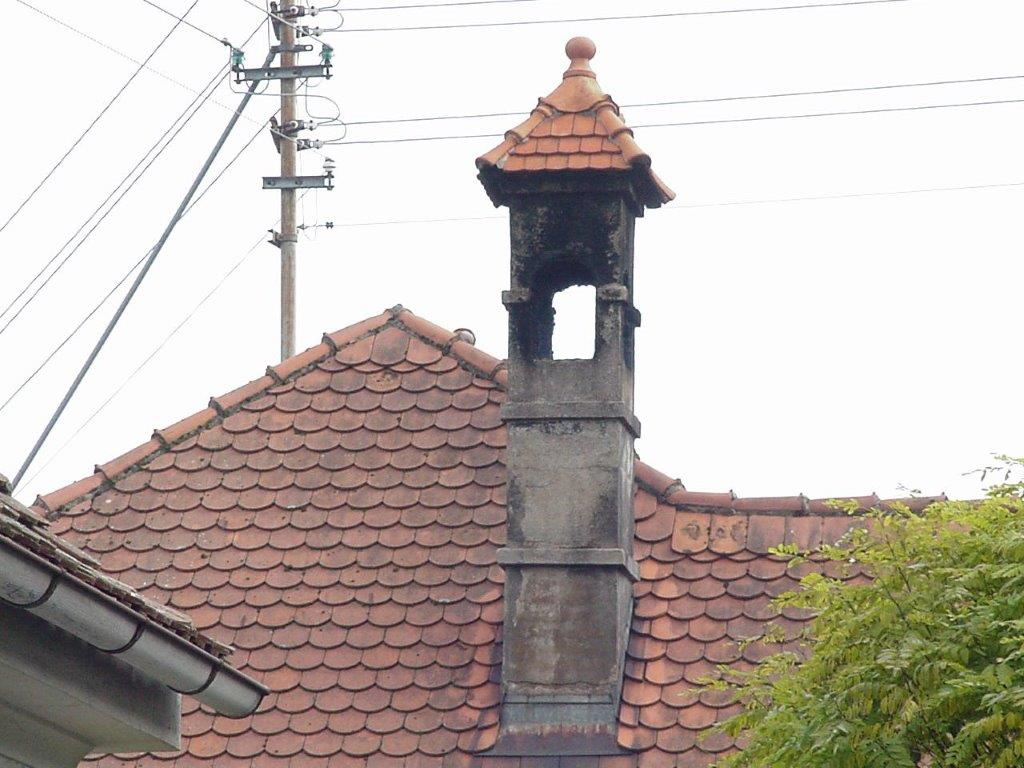
Kamin an einem Bauernhaus in Reimlingen
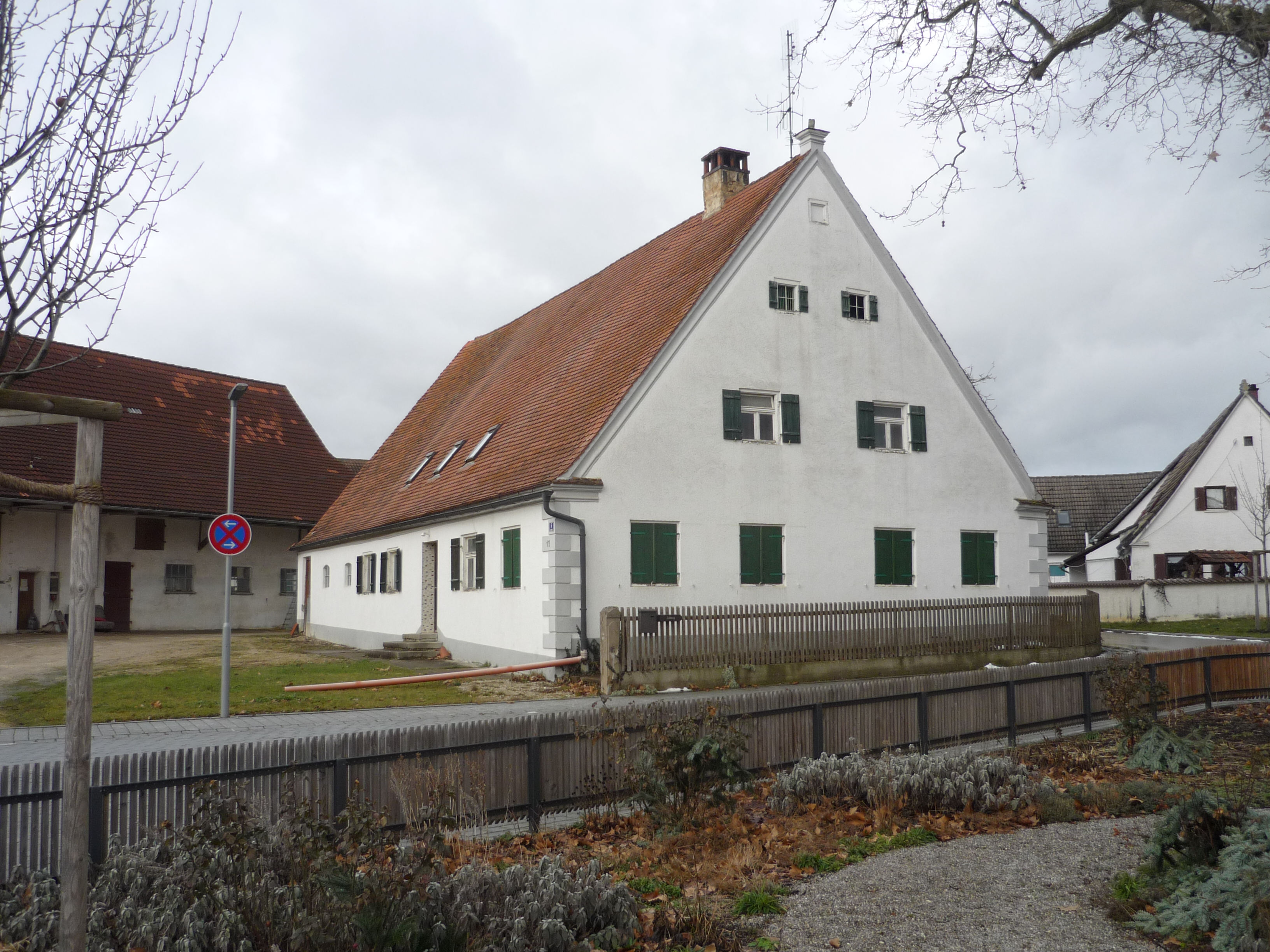
Kamin, Giebelzier und Eckrustizierung an einem Bauernhaus in Möttingen

## Entwicklung bis heute

### Veränderungen im 19. Jahrhundert
Durch Innovationen in der Landwirtschaft und das Ende der Leibeigenschaft stieg der Wohlstand der Bauern, weshalb sich viele Hofbesitzer ab der Mitte des 19. Jahrhunderts neue und größere Häuser leisten konnten. Während sich die Wohnhäuser der Kleinbauern den alten Häusern der Bauern anglichen, wurden die Häuser der reicheren Bauern noch größer: So erhielt nun auch die Küche ein zweites Fenster im Giebel, wodurch die für das Ries so typische asynchrone Giebelansicht verloren ging. Auch das Schlafzimmer wurde größer und erhielt ein zweites Fenster. Häufig wurden die Fenster auch mit stichbogig gemauerten Stürzen versehen.

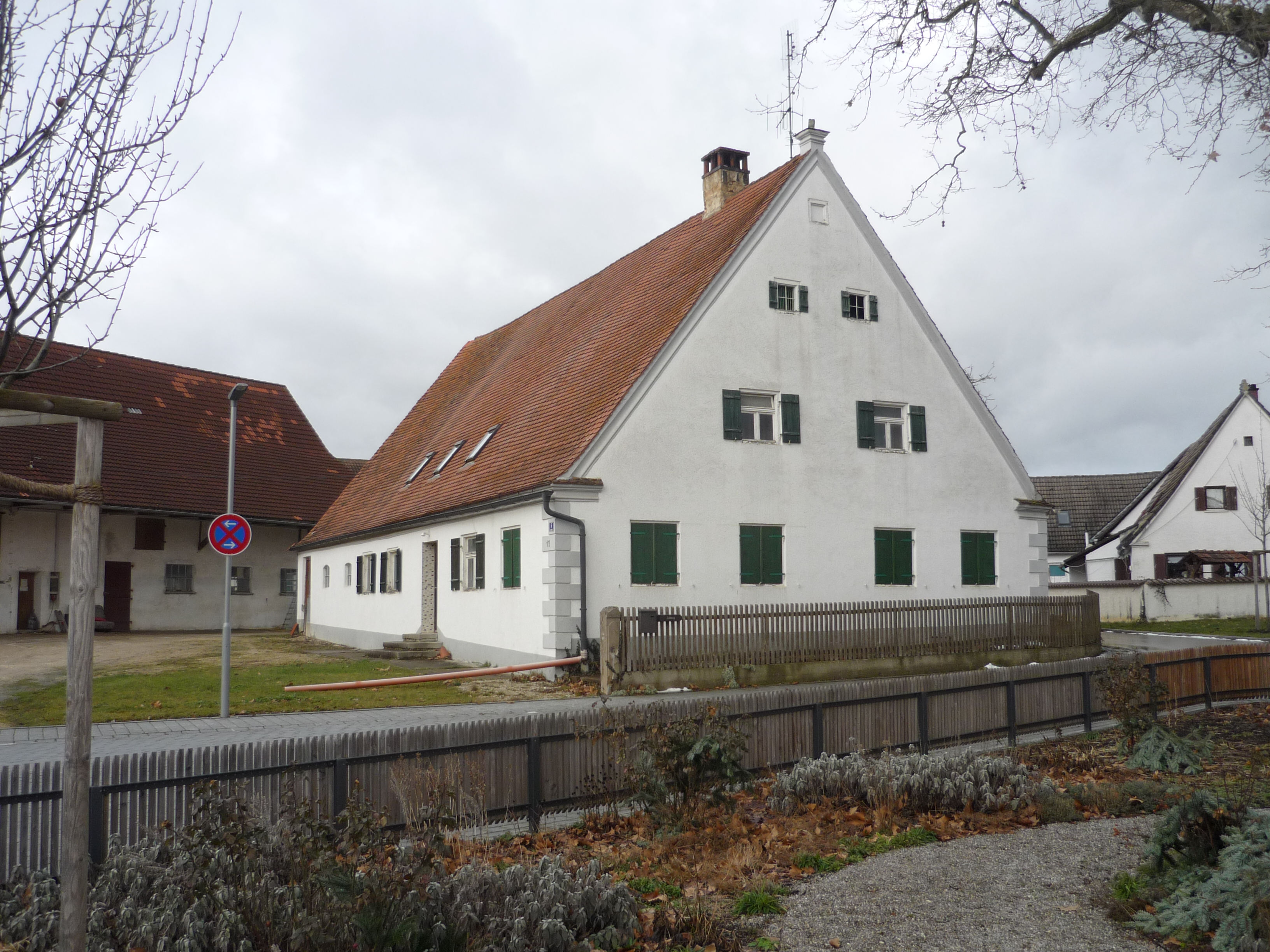
Bauernhaus in Möttingen, wohl im 19. Jh. erbaut
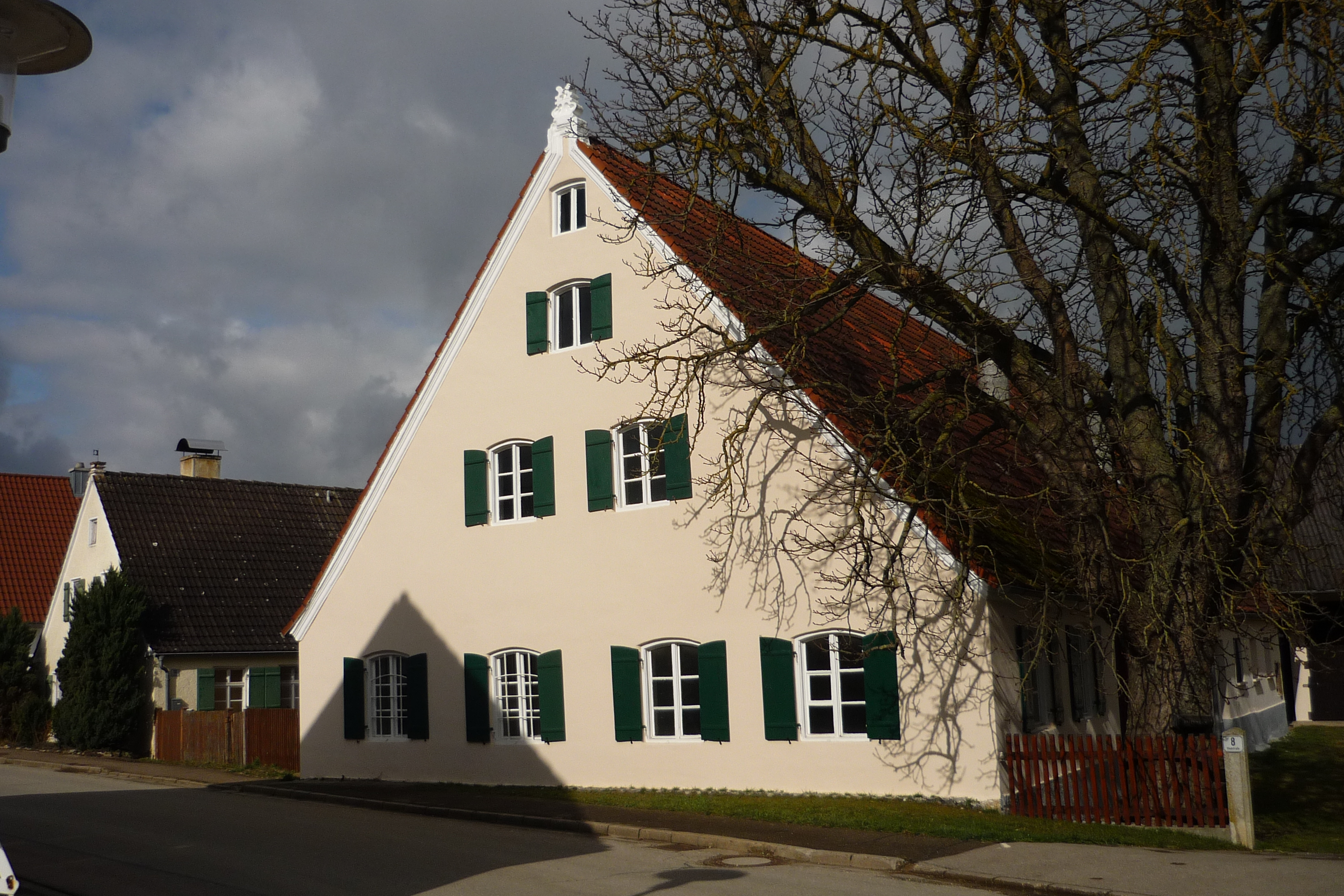
Bauernhaus in Grosselfingen, erbaut Ende des 19. Jh.

### Rieser (Bauern-)Häuser im 20. Jahrhundert
Im 20. Jahrhundert wurden zahlreiche Bauernhäuser aufgestockt. Während viele Häuser durch den Einbau von Gauben und Zwerchgiebeln (Juchhe genannt) ihre Obergeschosse vergrößerten, wurden andere um ein ganzes Vollgeschoss erhöht. Wieder andere wurden durch zweigeschossige Neubauten mit jeweils vier Fenstern übereinander im Giebel ersetzt. Die Treppe wanderte dabei meist in U-Form ans Ende des Hausgangs, nur selten wurde eine typische, steile und einläufige Stiege verbaut.
Gerade am Beginn des 20. Jahrhunderts erfreute sich das Krüppelwalmdach großer Beliebtheit. Es trat bis etwa zum Jahr 1930 häufig in Verbindung mit starken, unprofilierten Gesimsen auf. Später herrschte wieder das Satteldach vor, die Gesimse wurden unauffälliger und fielen seit den 1960er-Jahren meist ganz weg. Der Traufknoten entwickelte sich nach und nach zu einem flachen, aufgeputzten Dreieck. Ab den 1970er-Jahren wurden auch die traditionellen, hochrechteckigen Fensterformen und Fensterläden verdrängt. Das gleiche Schicksal ereilte auch die Giebelzier, die im 20. Jahrhundert größtenteils verschwand. An einigen historischen Gebäuden, deren Giebelzier nicht mehr erhalten ist, findet sich allerdings ein Ersatz in Form einer Firstspitze aus Ziegel.
An vielen historischen Gebäuden wurden in dieser Zeit auch neue, größere Fenster eingebaut, die sich nicht mehr nach dem typischen Schema richten. Doch auch an solchen neu- und umgebauten Häusern aus dem 20. Jahrhundert lassen sich noch einige Spuren des klassischen Rieser Bauernhauses finden: Beispielsweise bleiben der ungefähre Grundriss, die hofseitige Erschließung, die giebelseitige Ausrichtung zur Straße und das steile Dach weiterhin verbindlich.

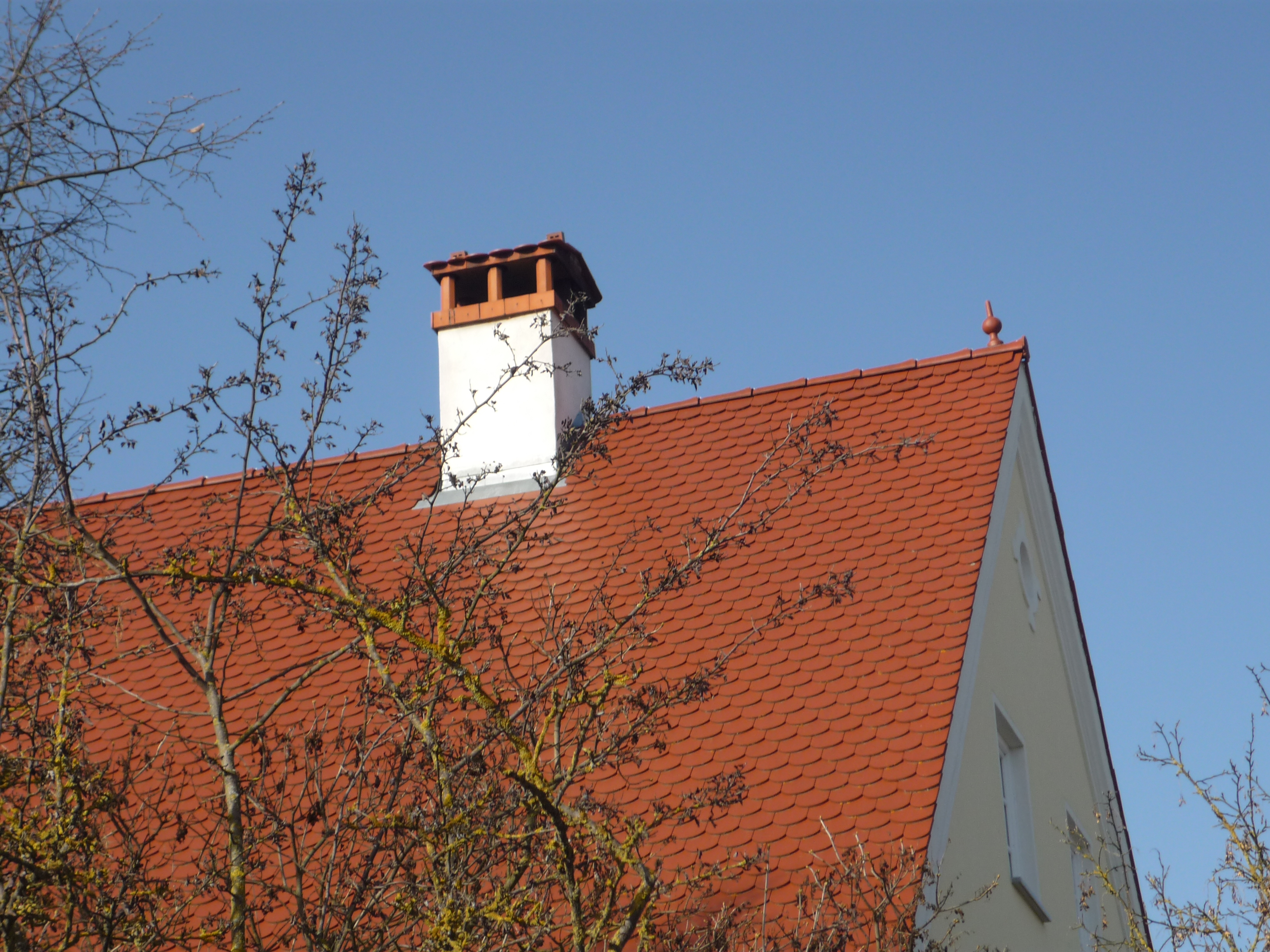
Bauernhaus mit Firstspitze statt Giebelzier
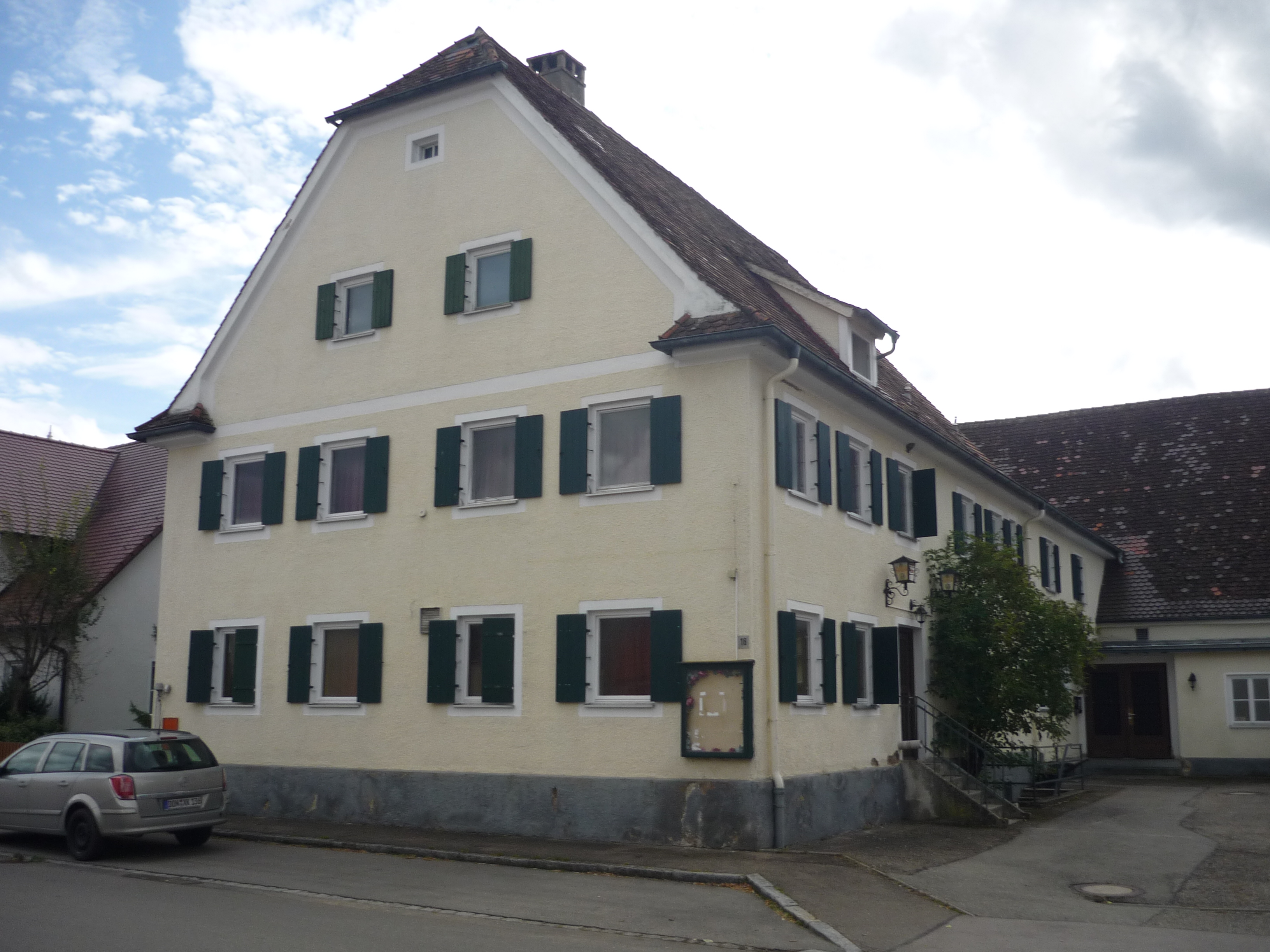
Wohnhaus mit Krüppelwalmdach in Reimlingen, erbaut 1922
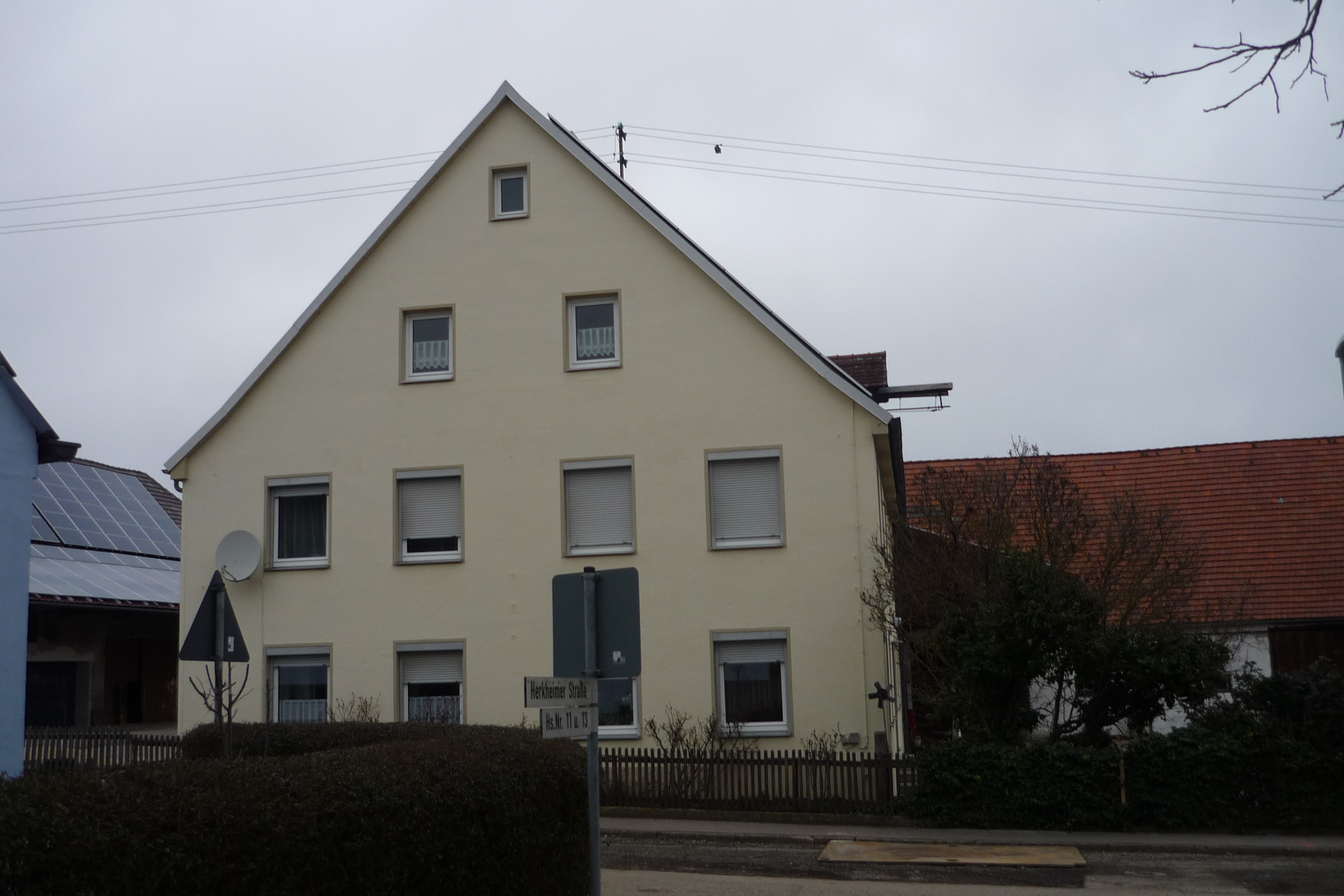
Wohnstallhaus in Reimlingen, erbaut in den 1930er-Jahren
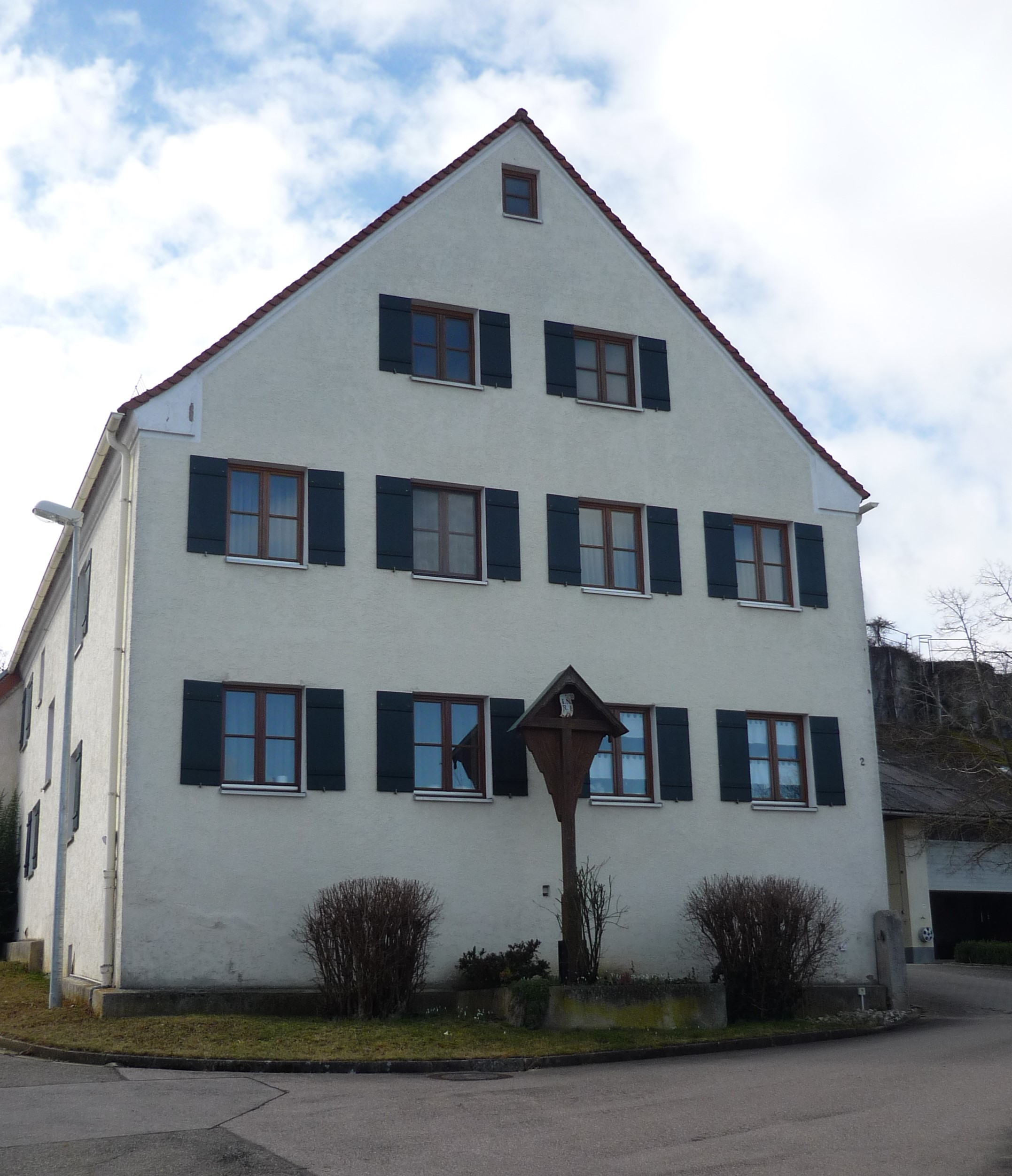
Wohnstallhaus in Reimlingen, erbaut in den 1950er-Jahren
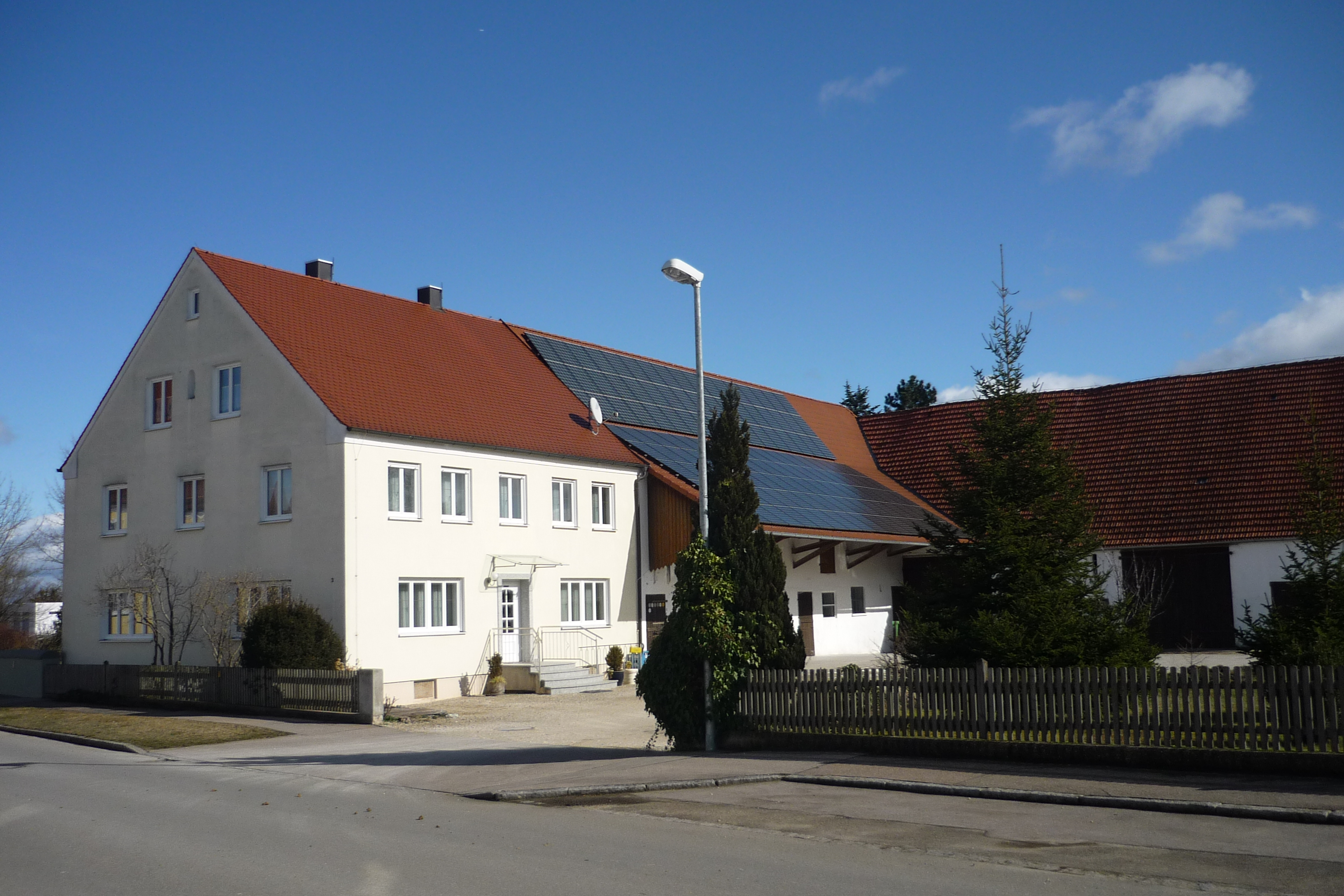
Wohnstallhaus in Reimlingen, erbaut in den 1960er-Jahren

### Neubauten im Rieser Stil
In den Ensembles Niederaltheim und Rudelstetten können zahlreiche historische Gebäude, aber auch Neubauten im Stil der Rieser Bauernhäuser betrachtet werden. Diese bringen das Aussehen und die Ausstrahlung eines historischen Rieser Bauernhauses in Einklang mit den Bedürfnissen modernen Wohnens. So wird das Dachgeschoss meist durch Schleppgauben erschlossen und ein unmerklicher Kniestock eingefügt. An die Stelle von Stall und Stadel treten hier Garagen und Werkstätten. Auch manches Einfamilienhaus in den Rieser Dörfern nimmt verschiedene Stilelemente der Rieser Bauernhöfe auf, so zum Beispiel Fensterläden, Giebelgesimse oder die Giebelzier.

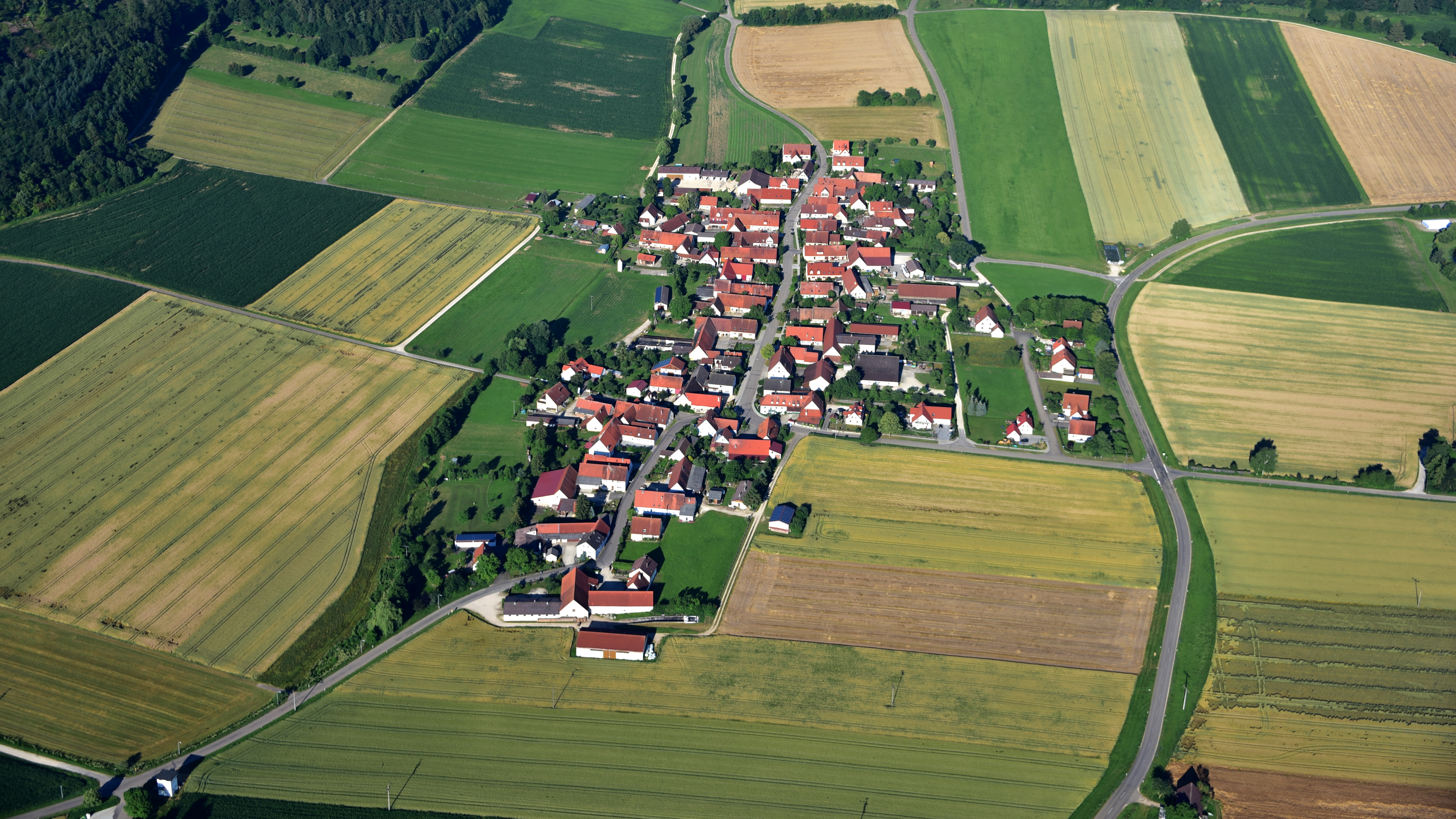
Niederaltheim aus der Vogelperspektive
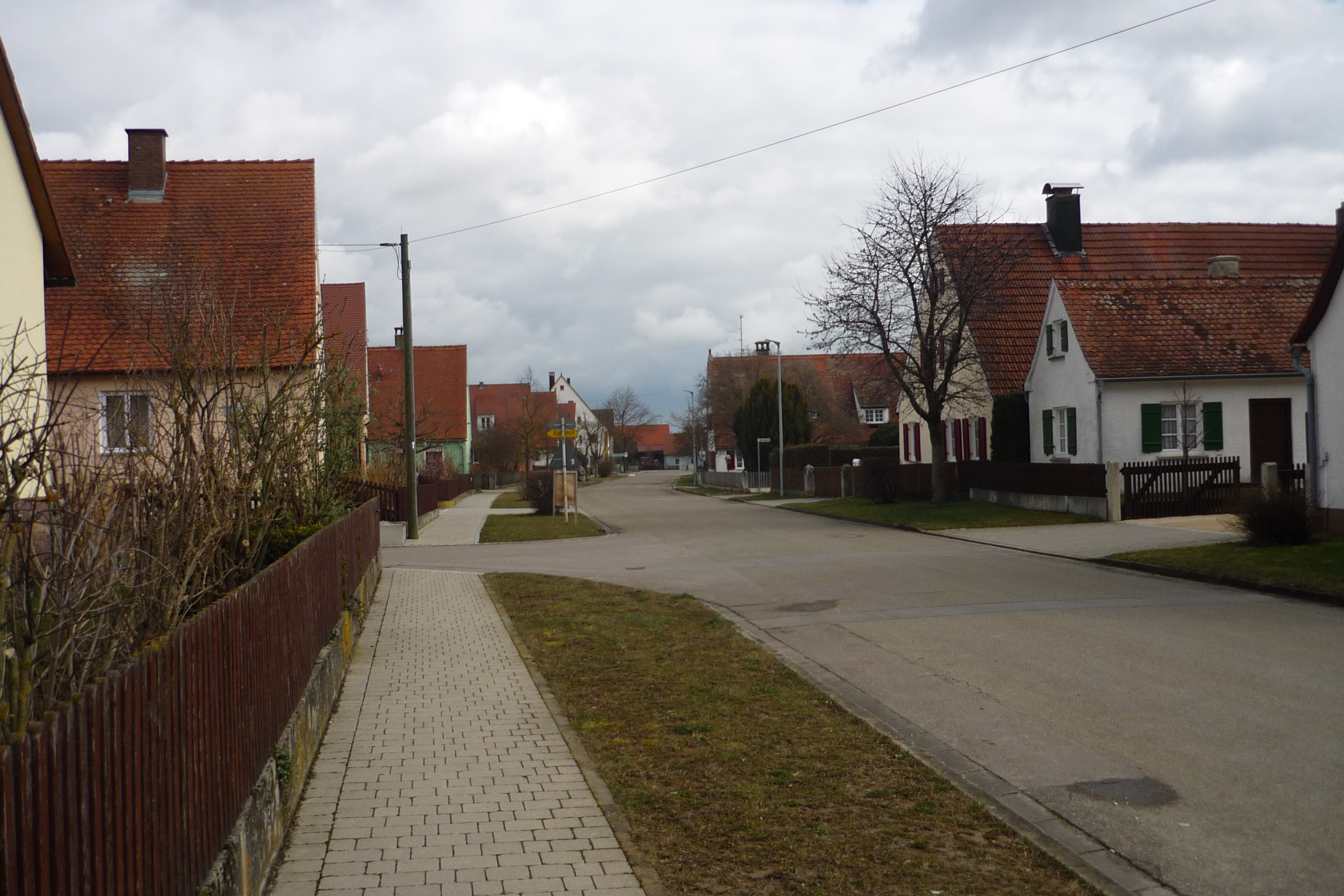
Dorfstraße im Ensemble Niederaltheim
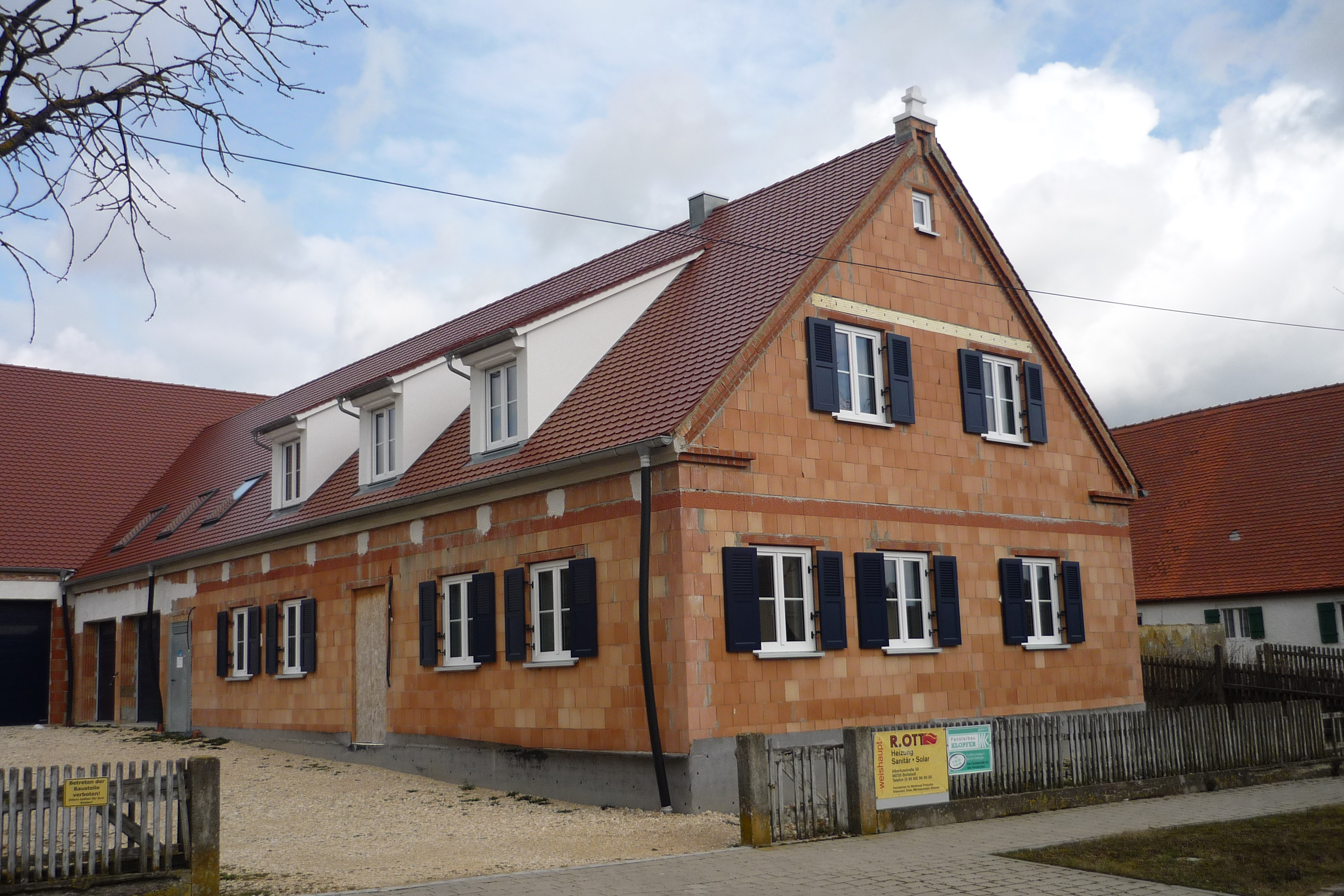
Rohbau eines Wohnhauses im Ensemble Niederaltheim, erbaut 2019
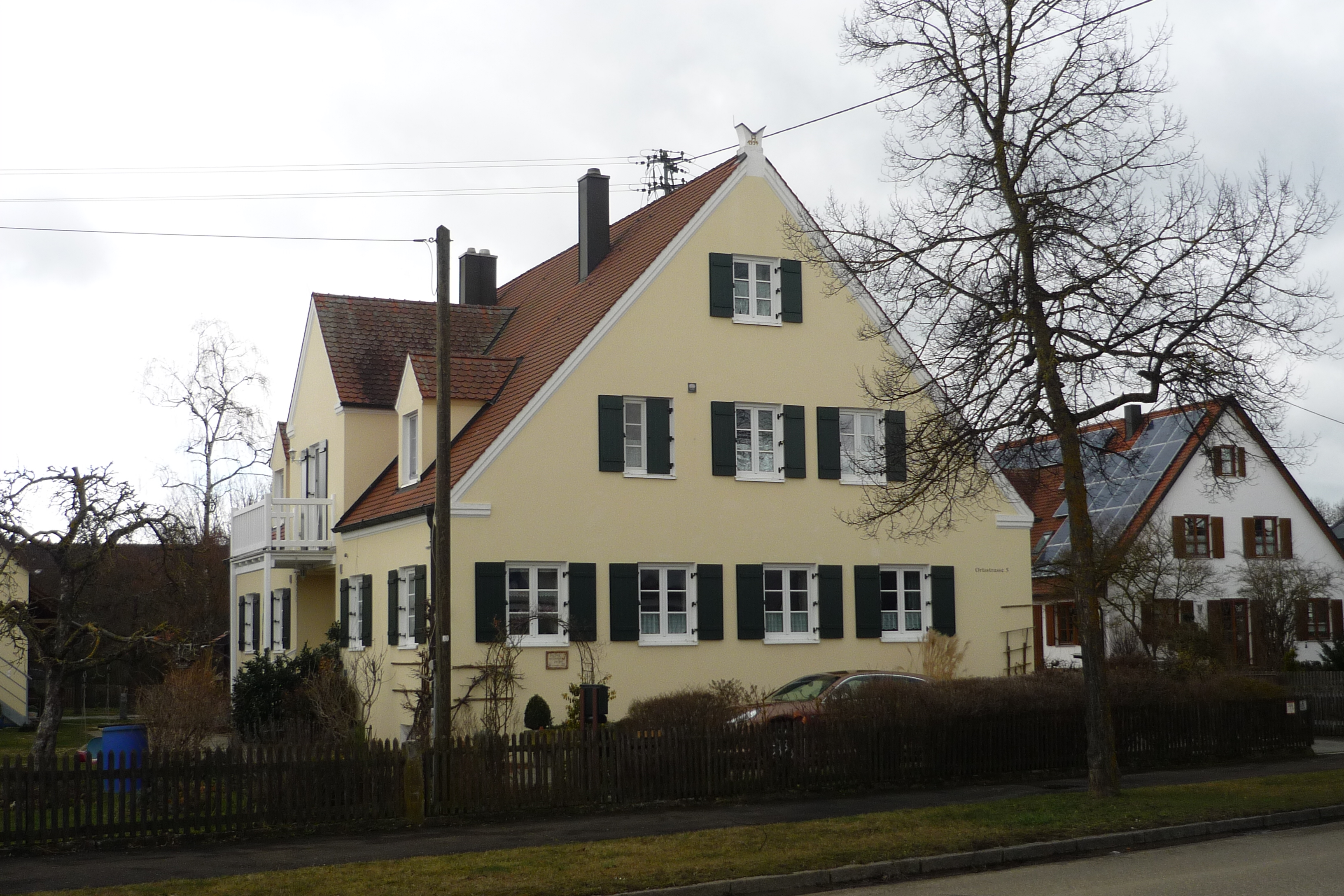
Wohnhaus in Löpsingen, erbaut 1994

## Sonderformen

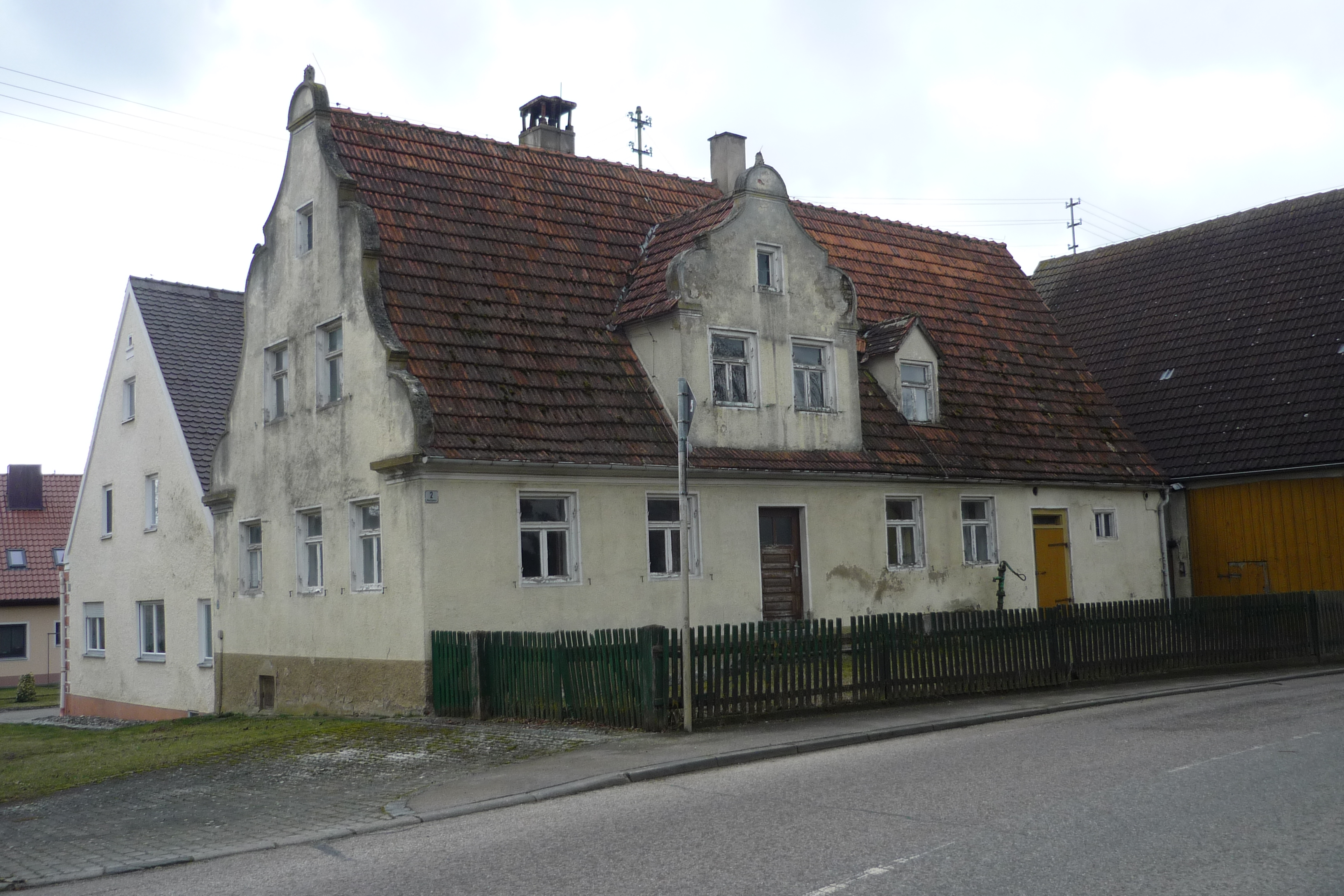
Ziergiebel an einem Bauernhaus in Pfäfflingen, erbaut im 18. Jh.

### Bauernhaus mit Ziergiebel
Während aufwändige Ziergiebel bei Gebäuden wie Gast-, Schul- oder Pfarrhäusern relativ häufig anzutreffen sind, gibt es im Ries nur sehr wenige Bauernhäuser, die durch solche Schmuckformen geziert werden. Im 18. Jahrhundert wurden allerdings manche Rieser Bauernhäuser mit Ziergiebeln versehen, wie ein auf der Denkmalliste geführtes Exemplar aus Pfäfflingen zeigt.

### Bauernhaus mit giebelseitigem Eingang
Bei besonderen Gebäuden wie Gasthäusern oder auch dem Löpsinger Urmeierhof befindet sich der Eingang, untypisch für das Ries, auf der Giebelseite. Es sind auch manche Rieser Bauernhäuser mit einem Eingang am Giebel belegt, solche Gebäude standen beispielsweise in Fremdingen und Baldingen. Der Grundriss war allerdings derselbe wie bei gewöhnlichen Rieser Bauernhäusern, er wurde nur um 90° gedreht, sodass sich die Haustür auf der Giebelseite befand.

### Armenhaus
Im 19. Jahrhundert wurden in den meisten Gemeinden im Ries Armenhäuser errichtet, so gab es im Jahr 1859 in den 28 Landgemeinden des Landgerichts Nördlingen 23 Armenhäuser. Die kleinen Häuser befanden sich im Eigentum der jeweiligen Gemeinde und hatten je nach Größe nur einen oder mehrere Räume. Auch die Zahl der Bewohner variierte stark: Während in manchen Armenhäusern nur eine Person lebte, hausten in den vier Stuben des Deininger Armenhauses zeitweise 14 Personen gleichzeitig. Die letzten Rieser Armenhäuser, die noch in ihrem Originalzustand aus der ersten Hälfte des 19. Jahrhunderts erhalten waren, standen in Reimlingen und Deiningen. Obwohl sie auf der Denkmalliste geführt worden waren, wurden sie in jüngster Zeit abgerissen, sodass nunmehr kein denkmalwertes Zeugnis dieser historischen Bauform existiert.

### Austragshaus
Einige der größeren Rieser Höfe leisteten sich neben dem eigentlichen Wohnstallhaus ein zusätzliches Wohngebäude, das sogenanntes Austrags- oder Aufgebhaus. In diesen kleinen Häusern konnten die Altbauern ihren Lebensabend verbringen, wenn die jüngere Generation den Hof übernommen hatte. Solche Gebäude bestanden meist nur aus einer kleinen Stube und einer Schlafkammer, denn die Bewohner wurden von den Bauern im Haupthaus versorgt. Der Austrag konnte allerdings auch autark vom Haupthof sein; dann findet sich ein ganzer kleiner Bauernhof samt Stall, Tenne und Wohnräumen unter einem Dach, wie beispielsweise beim Austragshaus des Pfäfflinger Gasthauses. Die Austragshäuser sehen meist wie kleinere Kopien des eigentlichen Wohngebäudes aus und stehen ihm gegenüber mit ihrem kleinen Giebel zur Straße. Lässt der Hofraum eine solche Platzierung nicht zu, kann sich das Austragshaus auch an anderer Stelle befinden. Viele Austragshäuser sind als Garagen, Werkstattschuppen und selten auch als kleines Wohnhaus bis heute erhalten geblieben.

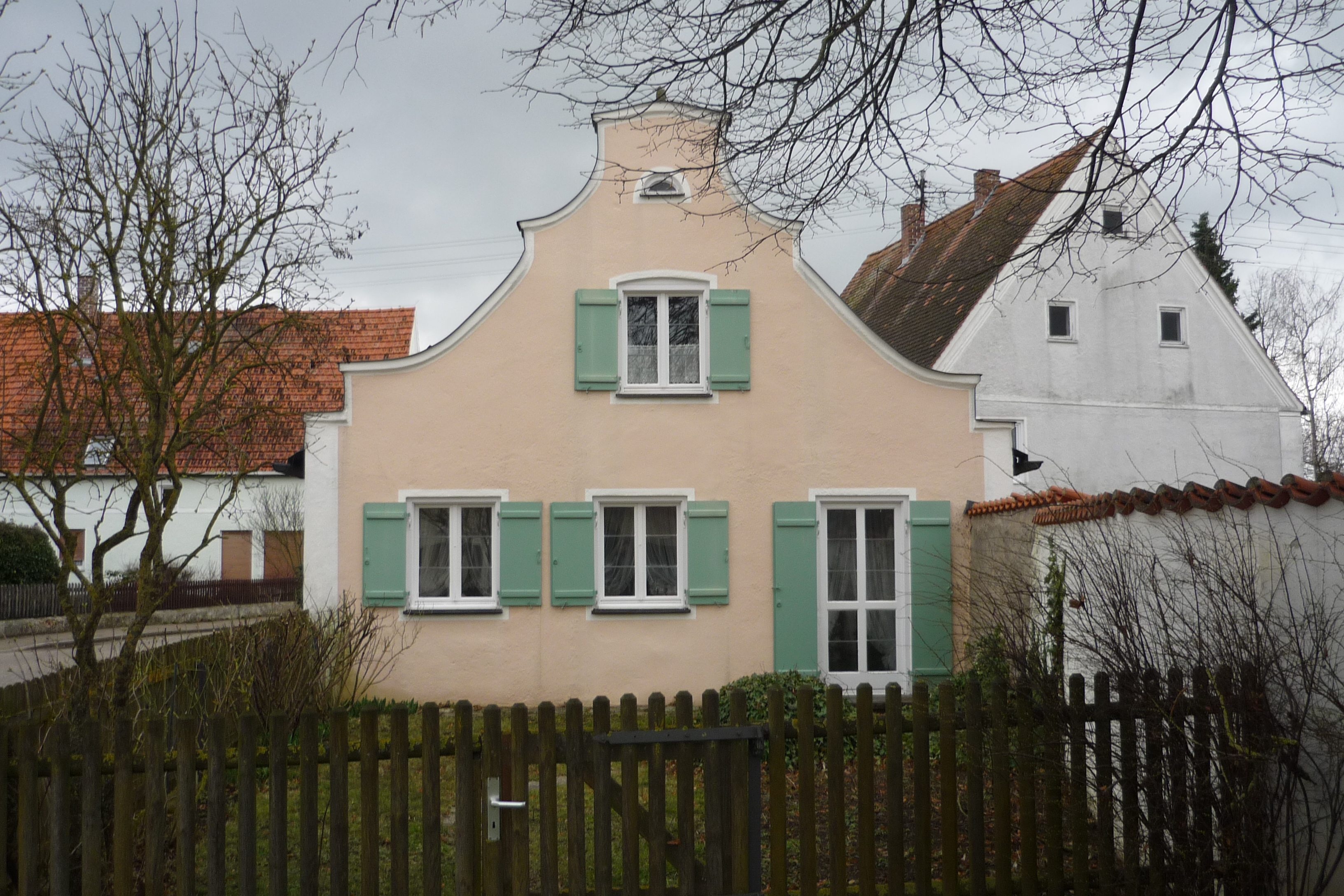
Modern überformtes Austragshaus des Pfäfflinger Gasthauses, erbaut im 18. Jh.
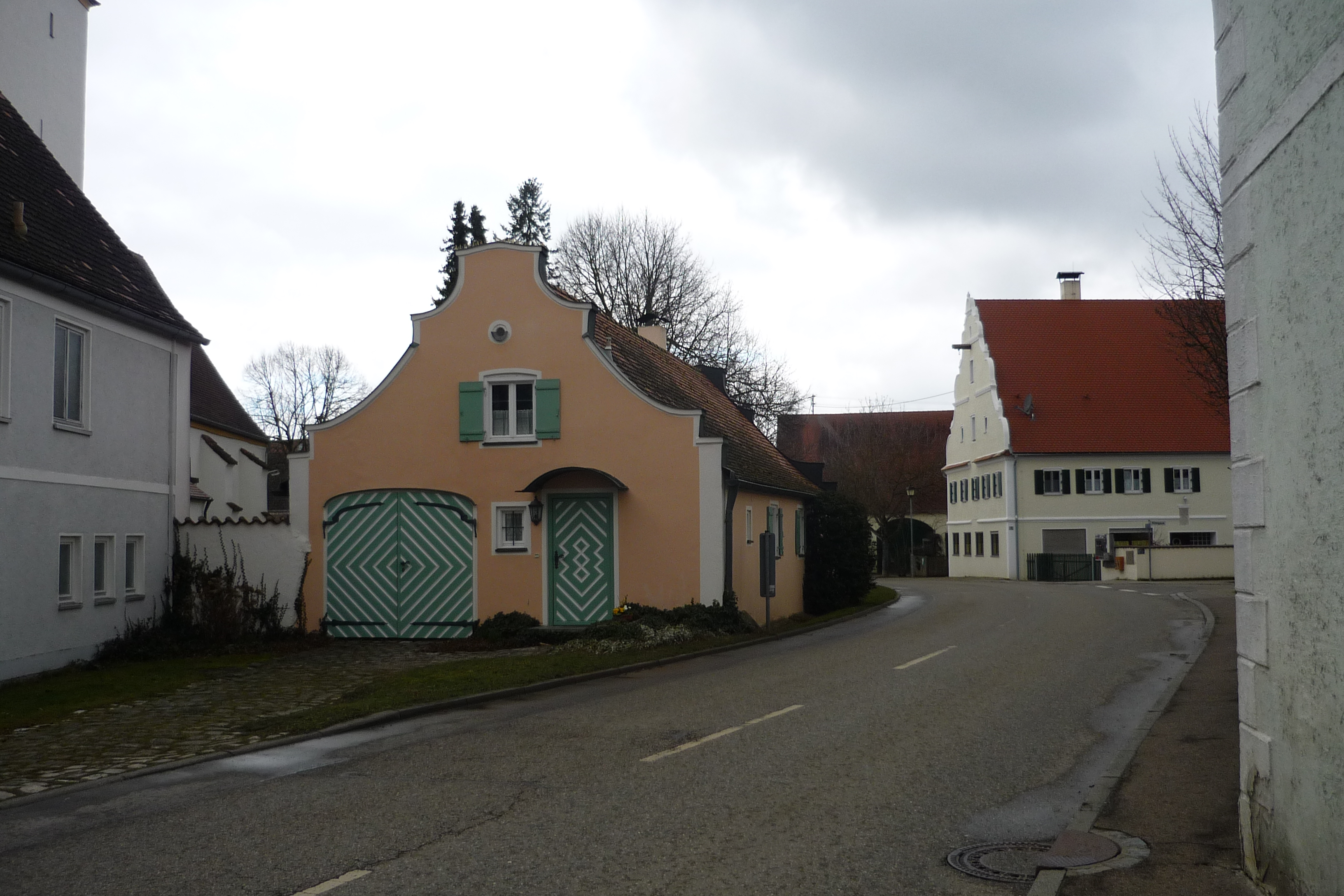
Modern überformtes Austragshaus des Pfäfflinger Gasthauses
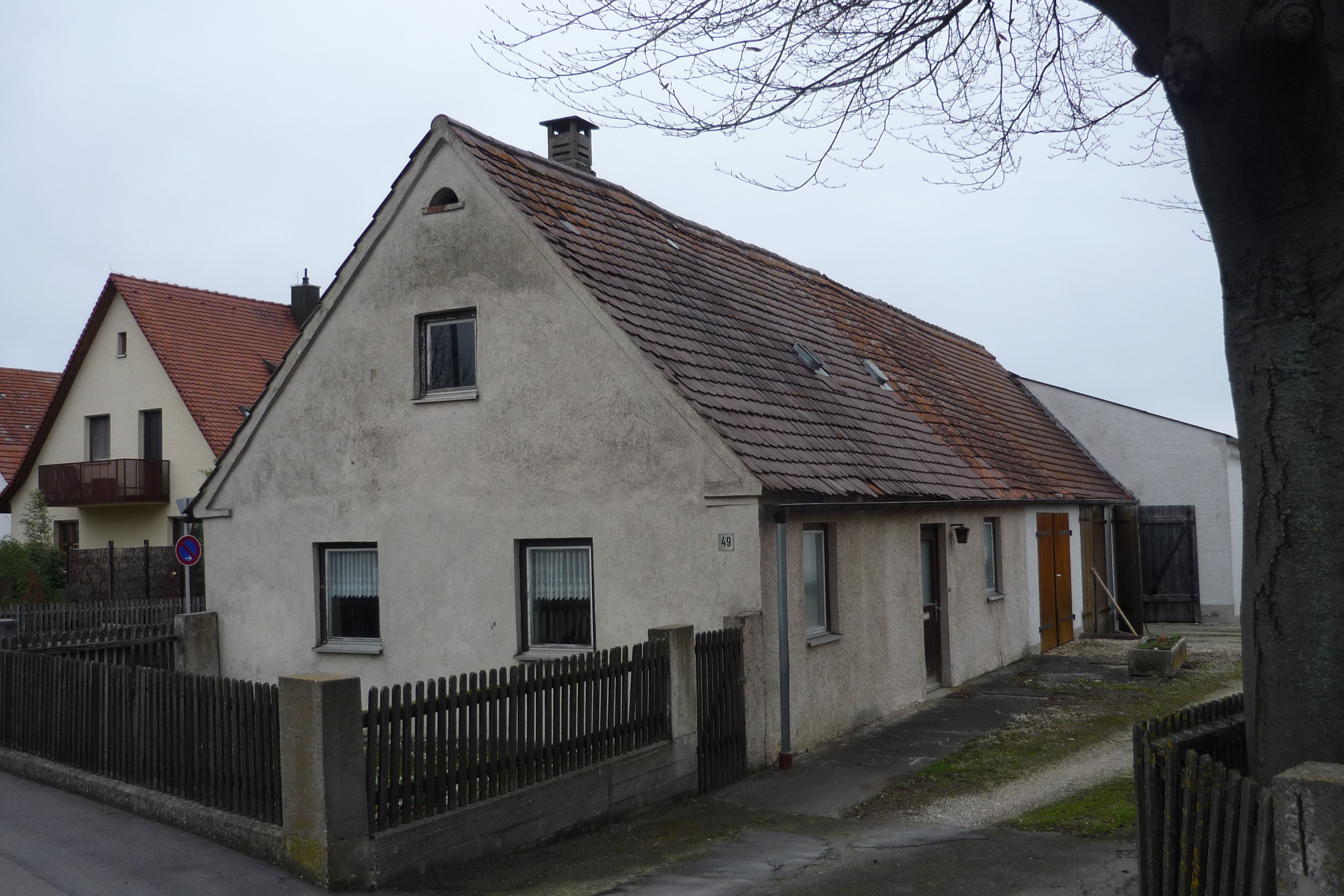
Ehem. Austragshaus des Reimlinger Meierhofs, erbaut 1856
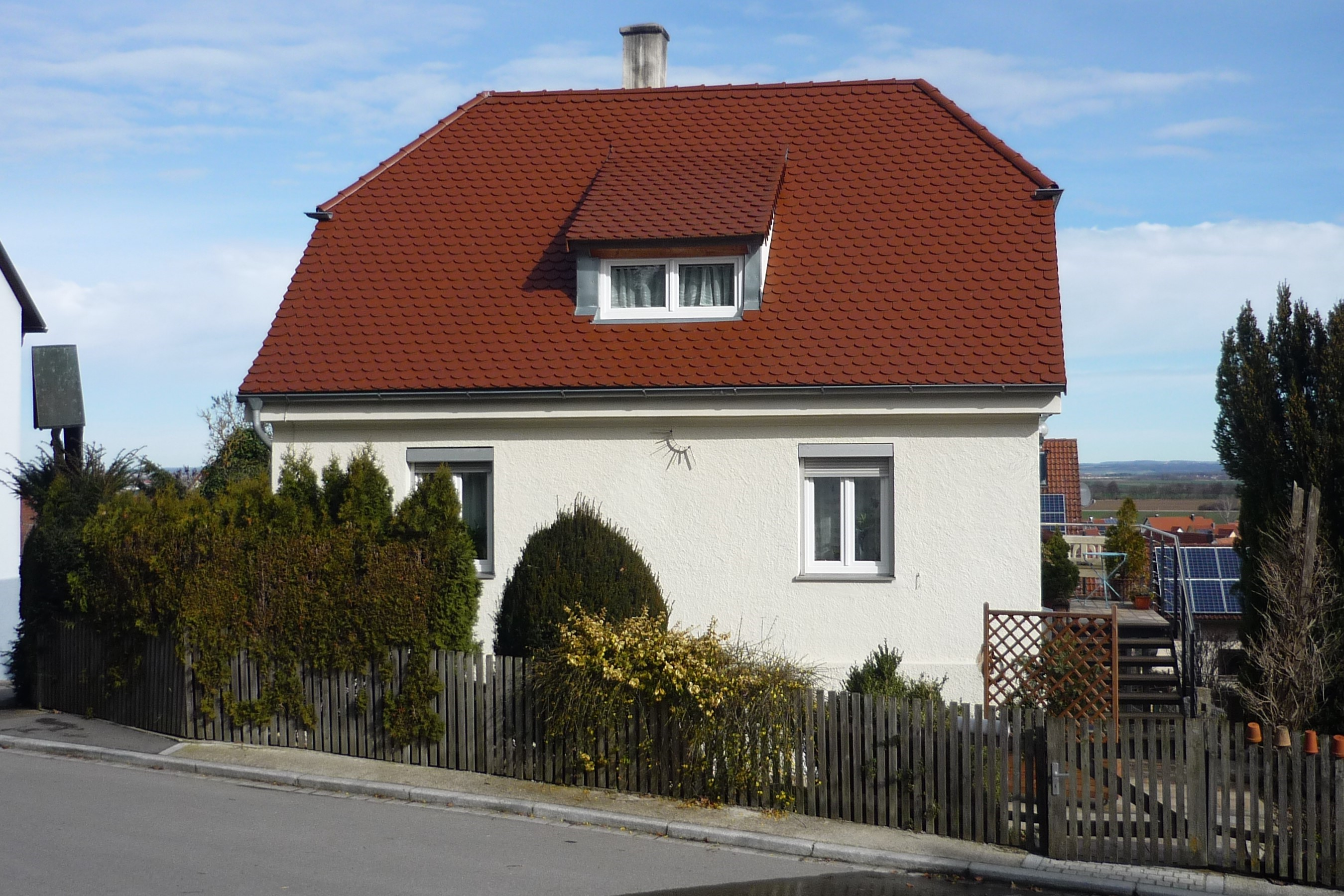
Austragshaus in Reimlingen, erbaut 1913

### Meierhof
Entsprechend der Stellung des Meiers im Dorf und der Größe seines Hofes war auch das Wohnstallhaus des Meierhofes meist deutlich größer als die umliegenden Bauernhäuser. Auch das Wohnstallhaus des Löpsinger Urmeierhofs vermittelt Macht und Reichtum des Erbauers: Während ein größeres Rieser Bauernhaus eine Giebelbreite von etwa zehn Metern aufweist, bringt es der Löpsinger Urmeierhof auf ganze 15,5 m. Da das Haus, wie für Rieser Bauernhäuser üblich, eingeschossig ist, nimmt auch der Dachaufbau gewaltige Ausmaße an. Im Gegensatz zu normalen Rieser Bauernhäusern weist der Löpsinger Urmeierhof allerdings einige Besonderheiten auf, wie die firstparallele Erschließung des Hauses durch eine giebelseitige Eingangstür und die drei Fenster auf beiden Seiten der großen Stube.

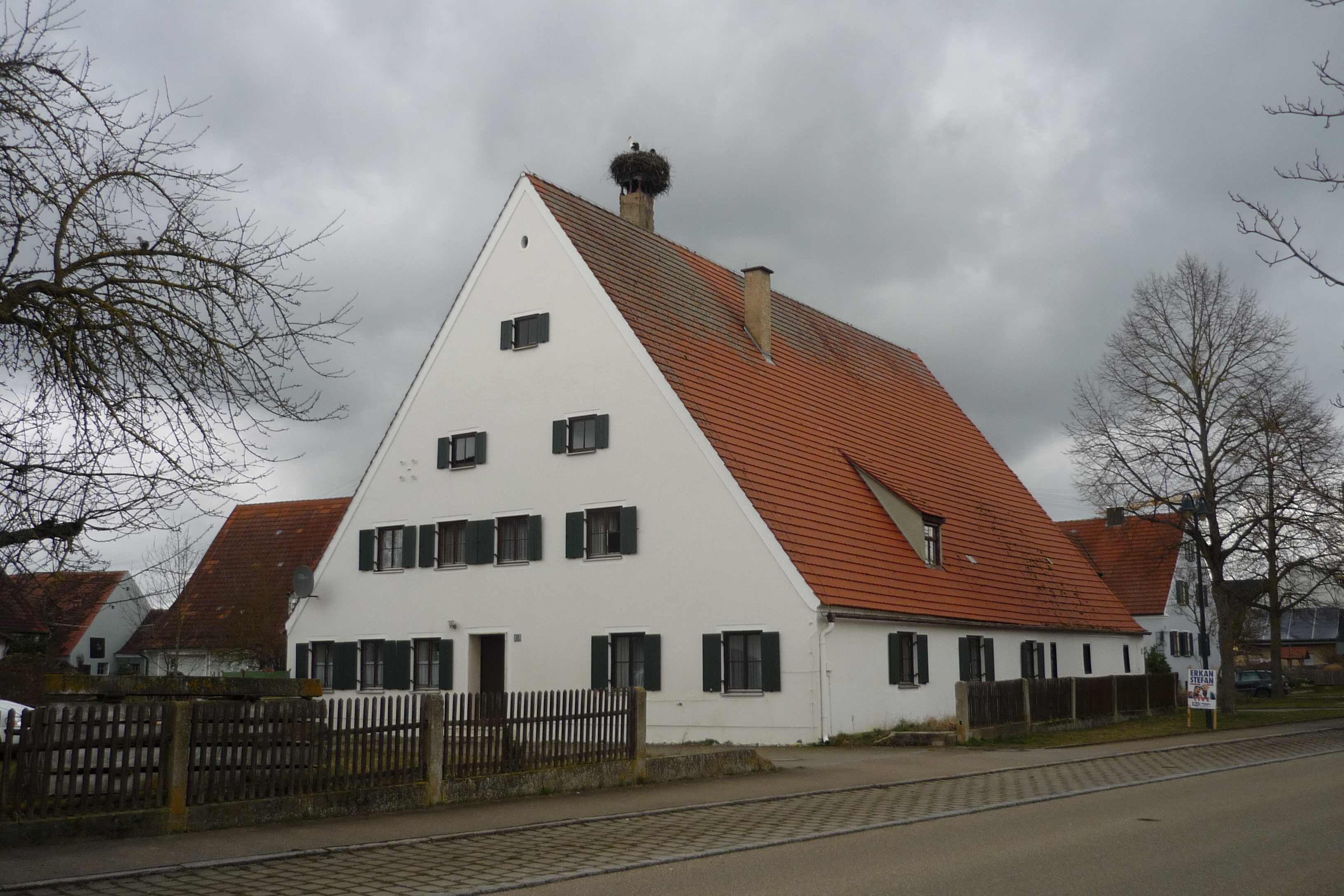
Löpsingen Urmeierhof, erbaut im 16. Jh.
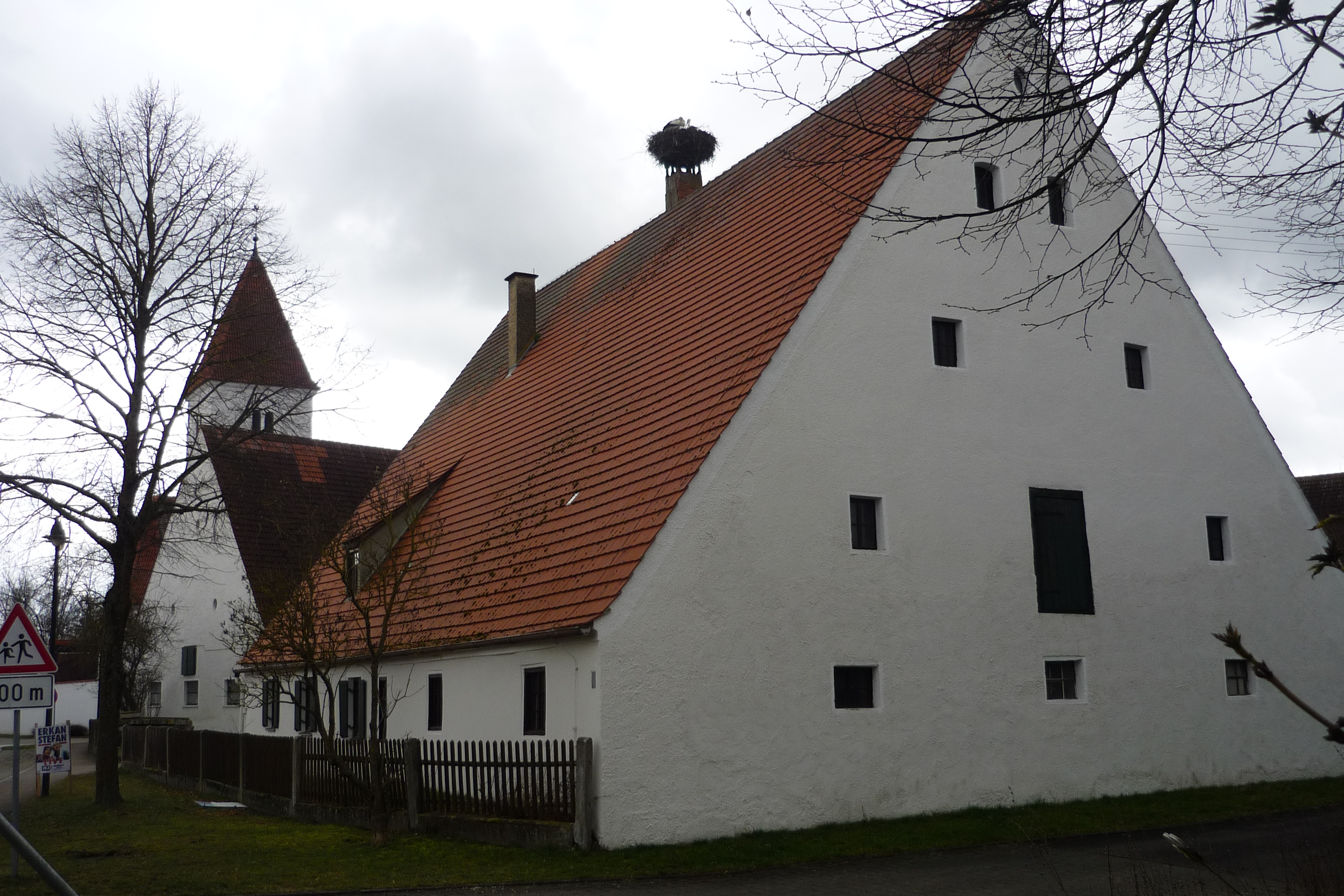
Rückseite des Löpsinger Urmeierhofs, im Hintergrund Zehentstadel und Pfarrkirche

### Gasthaus
Die meisten Gasthäuser wurden, ihrer Stellung im Dorf und ihrem Platzbedarf entsprechend, zweigeschossig errichtet. Sie zeichnen sich darüber hinaus bis heute häufig durch weitere Schmuckformen aus, wie beispielsweise barocke Ziergiebel, zusätzliche Giebelgesimse oder kunstvolle Ausleger. Grundsätzlich sind aber auch die Wirtshäuser dem Aufbau der Rieser Bauernhäuser sehr ähnlich, viele von ihnen werden auch von der typischen Giebelzier bekrönt. Sie stehen meist an einer zentralen Stelle im Ort, etwa an einer wichtigen Kreuzung oder in der Nähe der Kirche. Oft stehen sie wie die normalen Bauernhäuser mit dem Giebel zur Straße, manchmal brechen sie bewusst mit dieser Konvention und betonen ihre herausragende Stellung dadurch umso mehr, beispielsweise in Niederaltheim. Ihr Dach ist trotz des meist größeren Grundrisses ebenso steil wie das der normalen Bauernhäuser, sodass sich der Dachstuhl auf zwei oder drei Geschosse erstreckt. Auch die Raumaufteilung folgt einem ähnlichen Schema. Ein, meist hofseitiger, Mittelgang erschließt das Haus. Auf der Straßenseite finden sich die Gaststube mit häufig drei Fensterachsen pro Seite und die Küche. Gegenüber liegen Schlaf- und Vorratskammer(n), daran schließt sich ein großer Pferdestall an. Das Obergeschoss des Wirtshauses bietet Platz für einen Saal und Schlafkammern für Gäste. Da sie schon immer groß und solide gebaut waren, und weil sich die Art der Nutzung über die Zeit kaum verändert hat, ist ein Großteil der historischen Rieser Gasthäuser bis heute erhalten. Die meisten ihrer Art stammen aus dem 18. Jahrhundert.

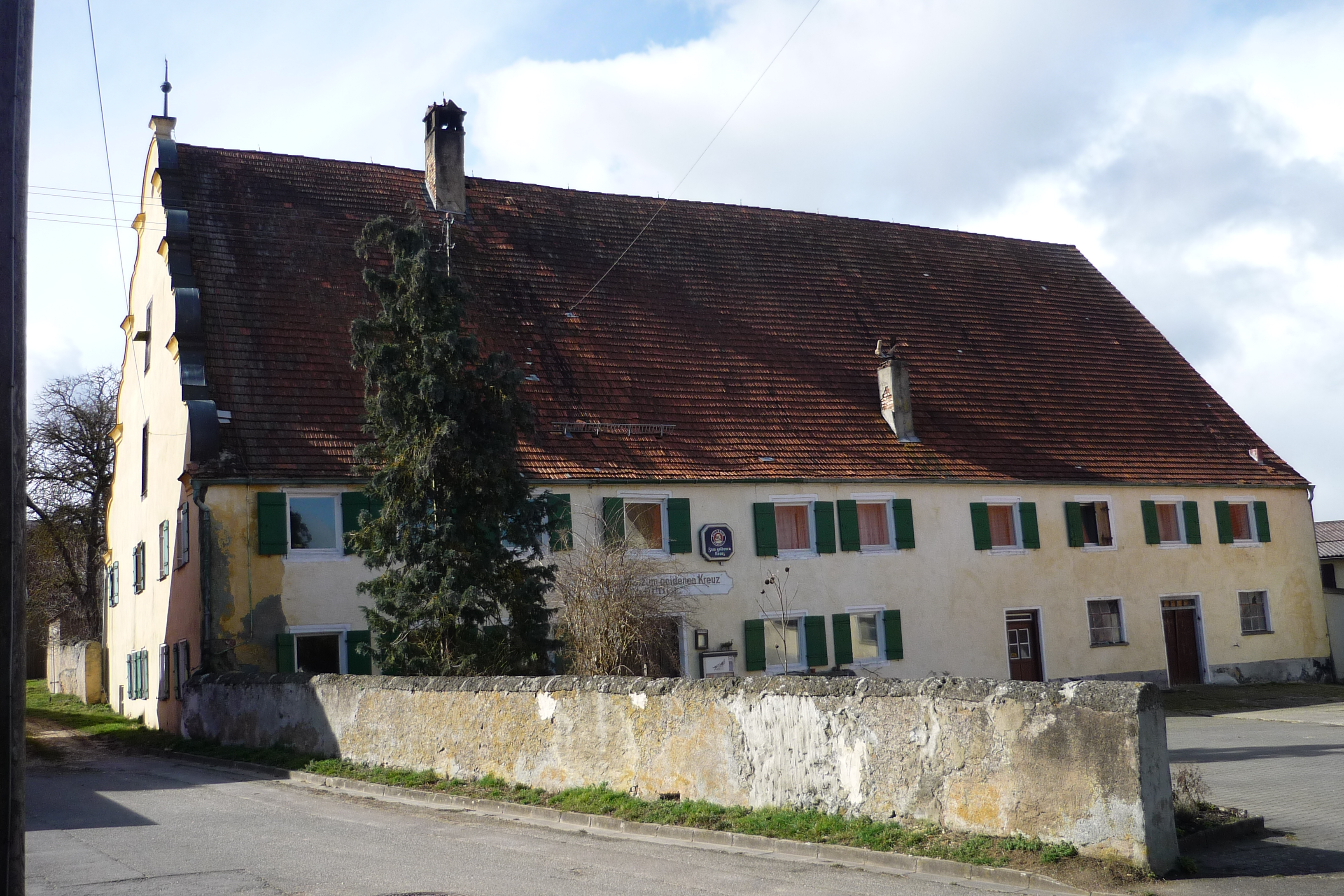
Gasthaus „Zum Goldenen Kreuz“ in Schmähingen, erbaut im 18. Jh.
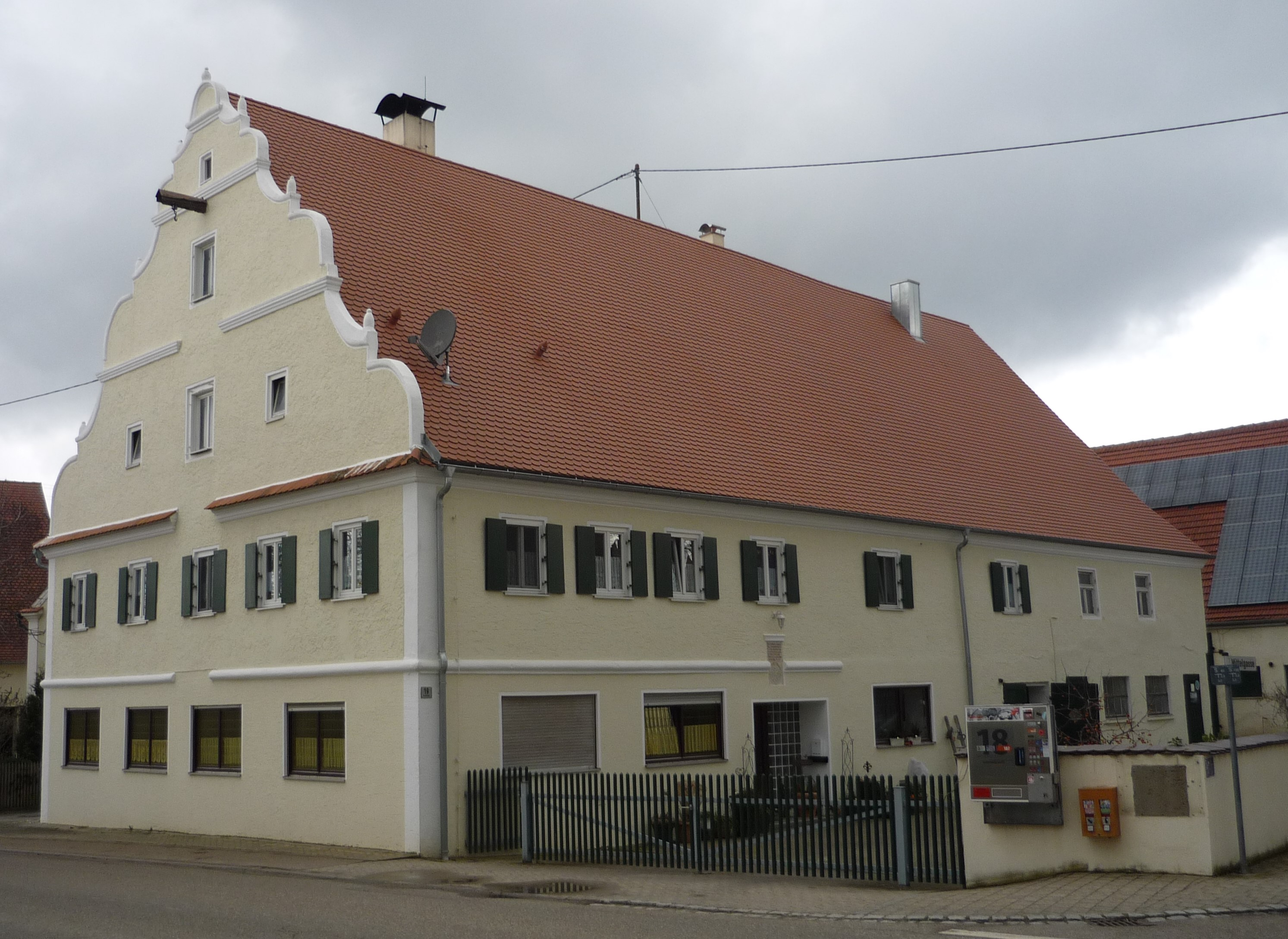
Gasthaus „Zum Weißen Ross“ in Pfäfflingen, erbaut 1737
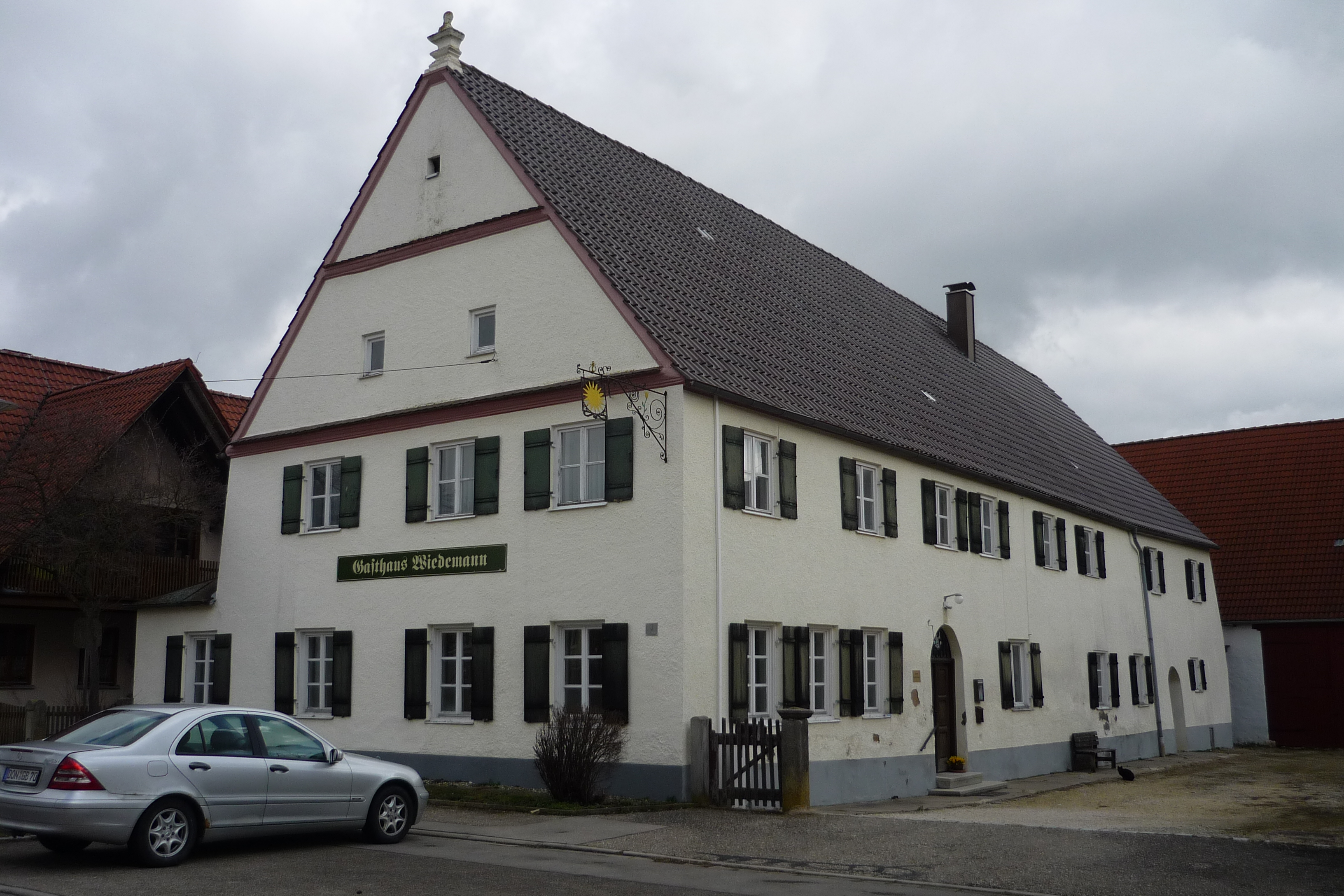
Gasthaus „Zur Goldenen Sonne“ Grosselfingen, erbaut 1801
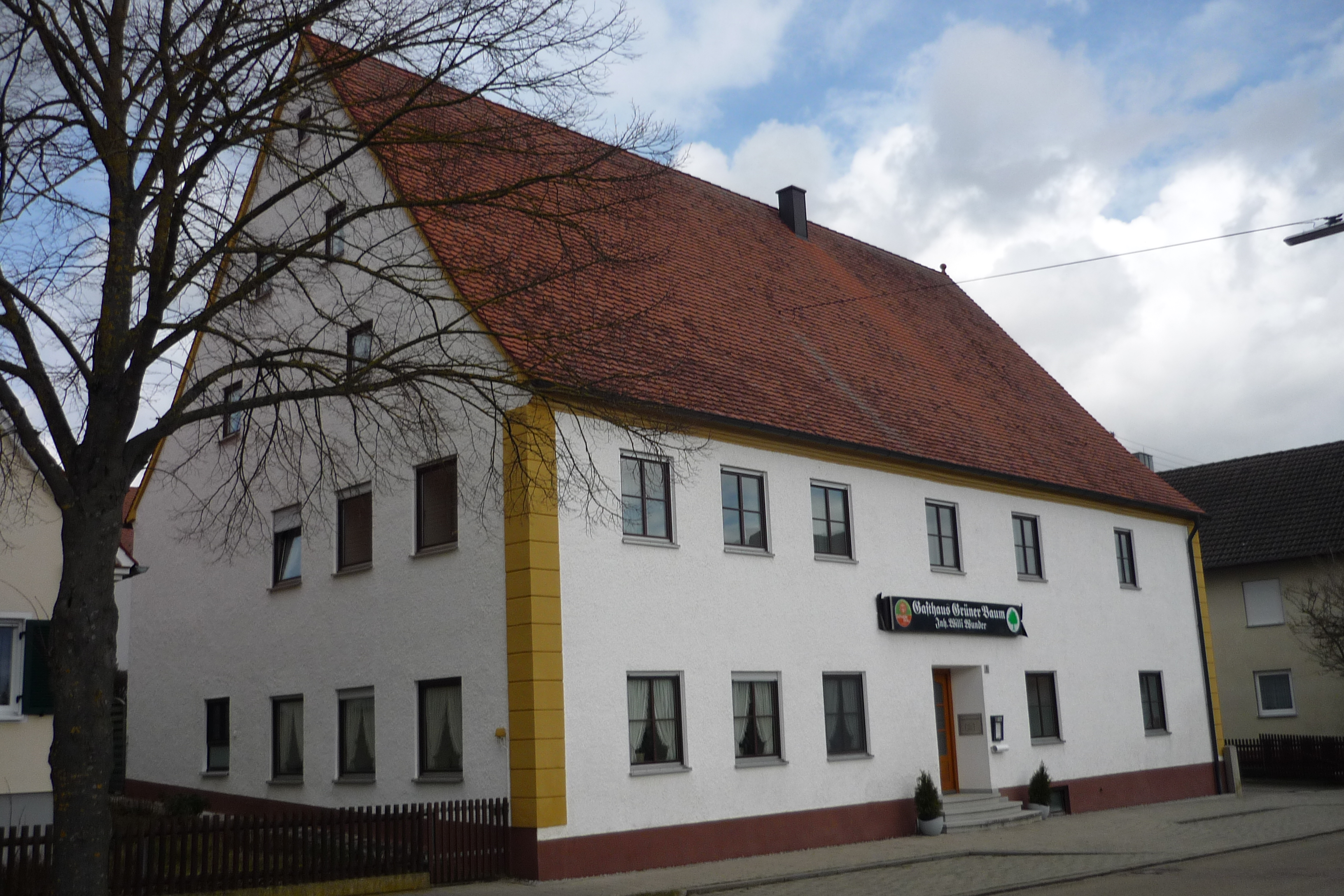
Gasthaus „Zum Grünen Baum“ Niederaltheim, erbaut im 19. Jh.
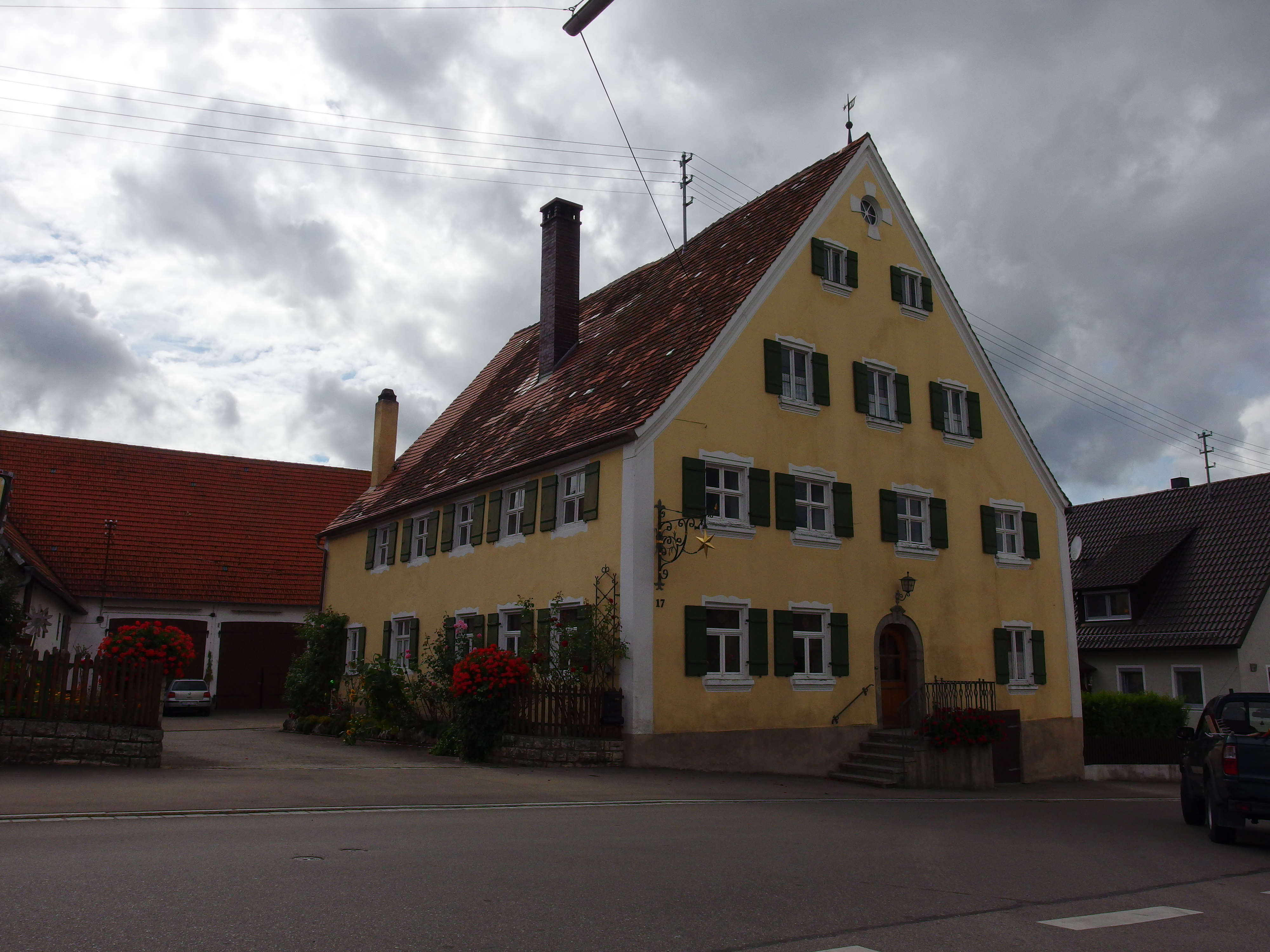
Gasthaus Stern in Heroldingen, erbaut im 18. Jh., im 19. Jh. verändert

## Liste denkmalgeschützter Rieser Bauernhäuser
In der nachfolgenden Tabelle werden die auf der Denkmalliste des Bayerischen Landesamts für Denkmalpflege geführten Rieser Bauernhäuser mit ihren, dem derzeitigen Forschungsstand entsprechenden Datierungen aufgelistet. Nicht enthalten sind Austrags-, Amts-, Pfarr-, Schul- und Lehrerhäuser, Mühlen, Aussiedler- und Gutshöfe, Ökonomiegebäude sowie Gebäude außerhalb des Rieses. Darüber hinaus können die Gebäude im baden-württembergischen Teil des Rieses nicht berücksichtigt werden, da das Landesamt für Denkmalpflege Baden-Württemberg keine öffentliche Denkmalliste führt.
| Landkreis               | Gemeinde     | Ortsteil       | Adresse              | Baujahr             | Haustyp         | Bezeichnung     | Denkmalnummer  |
| ----------------------- | ------------ | -------------- | -------------------- | ------------------- | --------------- | --------------- | -------------- |
| Weißenburg-Gunzenhausen | Polsingen    | Polsingen      | Raiffeisenstraße 12  | 19. Jh., Mitte      | Kleinbauernhaus |                 | D-5-77-162-11  |
| Weißenburg-Gunzenhausen | Polsingen    | Ursheim        | Dorfstraße 6         | 18./19. Jh.         | Bauernhaus      |                 | D-5-77-162-38  |
| Donau-Ries              | Alerheim     | Alerheim       | Hauptstraße 24       | 1860/70             | Bauernhaus      |                 | D-7-79-111-1   |
| Donau-Ries              | Alerheim     | Alerheim       | Hauptstraße 39       | 1720                | Gasthaus        |                 | D-7-79-111-3   |
| Donau-Ries              | Alerheim     | Alerheim       | Hauptstraße 52       | 1763                | Gasthaus        |                 | D-7-79-111-4   |
| Donau-Ries              | Alerheim     | Bühl           | Dorfstraße 28        | 19. Jh., 3. Viertel | Kleinbauernhaus |                 | D-7-79-111-9   |
| Donau-Ries              | Alerheim     | Wörnitzostheim | Wörnitzostheim 38    | 18. Jh.             | Bauernhaus      |                 | D-7-79-111-13  |
| Donau-Ries              | Deiningen    | Deiningen      | Hauptstraße 10       | 19. Jh., Anfang     | Gasthaus        |                 | D-7-79-130-3   |
| Donau-Ries              | Fremdingen   | Fremdingen     | Hauptstraße 4        | 19. Jh., 2. Hälfte  | Gasthaus        |                 | D-7-79-147-1   |
| Donau-Ries              | Fremdingen   | Fremdingen     | Kirchberg 2          | 18. Jh., 2. Hälfte  | Kleinbauernhaus |                 | D-7-79-147-4   |
| Donau-Ries              | Fremdingen   | Herblingen     | Weilerstraße 7       | 18. Jh., Ende       | Gasthaus        |                 | D-7-79-147-16  |
| Donau-Ries              | Fremdingen   | Herblingen     | Langgasse 2          | 19. Jh., Ende       | Bauernhaus      |                 | D-7-79-147-18  |
| Donau-Ries              | Fremdingen   | Schopflohe     | Fremdinger Straße 10 | 1902                | Bauernhaus      |                 | D-7-79-147-34  |
| Donau-Ries              | Harburg      | Heroldingen    | Georg-Karg-Straße 17 | 18./19. Jh.         | Gasthaus        |                 | D-7-79-155-50  |
| Donau-Ries              | Harburg      | Mauren         | Im Unterdorf 21      | 1865/80             | Kleinbauernhaus |                 | D-7-79-155-55  |
| Donau-Ries              | Hohenaltheim | Hohenaltheim   | Am Straußenhof 2     | 1832                | Meierhof        | Straußenhof     | D-7-79-162-2   |
| Donau-Ries              | Hohenaltheim | Hohenaltheim   | Hauptstraße 16       | 19. Jh., 1. Viertel | Kleinbauernhaus |                 | D-7-79-162-3   |
| Donau-Ries              | Hohenaltheim | Niederaltheim  | Dorfstraße 8         | 19. Jh., 1. Viertel | Gasthaus        | Grüner Baum     | D-7-79-162-14  |
| Donau-Ries              | Maihingen    | Maihingen      | Am Roten Tor 17      | 1805                | Bauernhaus      |                 | D-7-79-176-1   |
| Donau-Ries              | Maihingen    | Utzwingen      | Am Anger 16          | 18. Jh.             | Kleinbauernhaus |                 | D-7-79-176-19  |
| Donau-Ries              | Megesheim    | Megesheim      | Hauptstraße 17       | 19. Jh., 2. Viertel | Kleinbauernhaus |                 | D-7-79-180-5   |
| Donau-Ries              | Möttingen    | Appetshofen    | Appetshofen 56       | 1745                | Gasthaus        |                 | D-7-79-185-5   |
| Donau-Ries              | Möttingen    | Balgheim       | Dorfstraße 16        | 1767 (d)            | Bauernhaus      | Vogelbauer-Hof  | D-7-79-185-8   |
| Donau-Ries              | Munninngen   | Munninngen     | Hauptstraße 36       | 18. Jh.             | Kleinbauernhaus |                 | D-7-79-188-4   |
| Donau-Ries              | Nördlingen   | Grosselfingen  | Riedstraße 8         | 19. Jh., 4. Viertel | Bauernhaus      |                 | D-7-79-194-423 |
| Donau-Ries              | Nördlingen   | Grosselfingen  | Schloßstraße 6       | 1801                | Gasthaus        | Goldene Sonne   | D-7-79-194-425 |
| Donau-Ries              | Nördlingen   | Löpsingen      | Ortsstraße 29        | 16. Jh., 1. Drittel | Meierhof        | Urmeierhof      | D-7-79-194-436 |
| Donau-Ries              | Nördlingen   | Nähermemmingen | Bruckmühlweg 1       | 1857                | Bauernhaus      |                 | D-7-79-194-437 |
| Donau-Ries              | Nördlingen   | Nähermemmingen | Riesstraße 24        | 18. Jh., Ende       | Bauernhaus      |                 | D-7-79-194-440 |
| Donau-Ries              | Nördlingen   | Pfäfflingen    | Dorfstraße 19        | 1737                | Gasthaus        | Weißes Ross     | D-7-79-194-445 |
| Donau-Ries              | Nördlingen   | Pfäfflingen    | Mauchgasse 2         | 18. Jh., Mitte      | Bauernhaus      |                 | D-7-79-194-447 |
| Donau-Ries              | Nördlingen   | Schmähingen    | Prielstraße 6        | 1727                | Gasthaus        | Goldenes Kreuz  | D-7-79-194-450 |
| Donau-Ries              | Nördlingen   | Schmähingen    | Stählinstraße 11     | 19. Jh., Anfang     | Kleinbauernhaus |                 | D-7-79-194-461 |
| Donau-Ries              | Reimlingen   | Reimlingen     | Hauptstraße 2        | 1741                | Gasthaus        | Adlerwirtschaft | D-7-79-203-3   |
| Donau-Ries              | Reimlingen   | Reimlingen     | Marianhillweg 1      | 18. Jh., Ende       | Kleinbauernhaus |                 | D-7-79-203-9   |
| Donau-Ries              | Wechingen    | Wechingen      | Im Wörth 7           | 1800, um            | Kleinbauernhaus |                 | D-7-79-226-3   |
| Donau-Ries              | Wechingen    | Wechingen      | Im Oberdorf 24       | 1870/80, um         | Bauernhaus      |                 | D-7-79-226-7   |
| Donau-Ries              | Wechingen    | Holzkirchen    | Dorfstraße 35        | 1765                | Gasthaus        | Krone           | D-7-79-226-12  |